# Panda velká
Panda velká (Ailuropoda melanoleuca – doslovně „kočičí-stopa černá-a-bílá“, čínsky v českém přepisu ta-siung-mao, pchin-jinem dàxióngmāo, znaky zjednodušené 大熊猫, tradiční 大熊貓) je savec, větší druh medvěda řazený do čeledi medvědovití (Ursidae) a jediný žijící zástupce rodu Ailuropoda (panda). Vyznačuje se výraznou černobílou srstí a zavalitým tělem. Ačkoli patří do řádu masožravců (Carnivora), je to býložravec (přesněji možná folivor neboli listožravec), neboť více než 99 % jeho jídelníčku tvoří bambusové listy, stonky nebo výhonky. Příležitostně se však živí i jinými rostlinami, drobnými živočichy nebo dokonce mršinami.
Dospělý medvěd měří 120–190 cm a dosahuje hmotnosti 70–160 kg. Je to samotář, který se s jinými jedinci setkává pouze v období námluv. Samice pandy velké rodí obvykle jen jednou za dva až tři roky. Březí je 83–163 dní; rozptyl je způsoben různě trvající odloženou nidací, díky které může mláďata porodit v příhodnou dobu. Narodit se mohou až tři medvíďata, ale obvykle přežije jen jediné z nich. Novorozeně váží pouhých 85–140 g (cca 0,1 % váhy matky) a v porovnání s velikostí dospělého jde o jedno z nejmenších mláďat placentálních savců. Ve věku tří týdnů otvírá oči. Když je mláděti jeden až dva měsíce, je již plně vybarvené s typickým vzorováním a opouští spolu s matkou bezpečí doupěte. Asi šestiměsíční mládě pozře už menší množství bambusové stravy, ale až do téměř jednoho roku je pro něho primární potravou matčino mléko. U matky se drží do stáří 18 měsíců nebo až do svých dvou let. Panda velká se může dožít 10–30 let. V zajetí téměř 40 let.
Panda velká žije dnes pouze v několika horských pásmech v Číně, zejména v Sečuánu a také v sousedních provinciích Šen-si a Kan-su, kde nalezla nové útočiště poté, co byla v důsledku odlesňování, zemědělství a dalšího lidského rozvoje vytlačena z nížinných oblastí. Po mnohaletém úsilí o záchranu čínské orgány ochrany přírody v roce 2021 oznámily, že pandy velké už nejsou ve volné přírodě ohroženy (vyhubením) a jejich populace roste, přičemž přesahuje 1 860 jedinců. V září roku 2016 se posunula v hodnocení IUCN z kategorie ohrožených druhů mezi zranitelné poté, co se od roku 2014 zvýšil počet pand o 17 %. 
Panda velká se stala symbolem Světového fondu na ochranu přírody (WWF). Od druhé poloviny 20. století je také národním symbolem Číny a zobrazována na čínských zlatých nebo stříbrných mincích.

## Etymologie

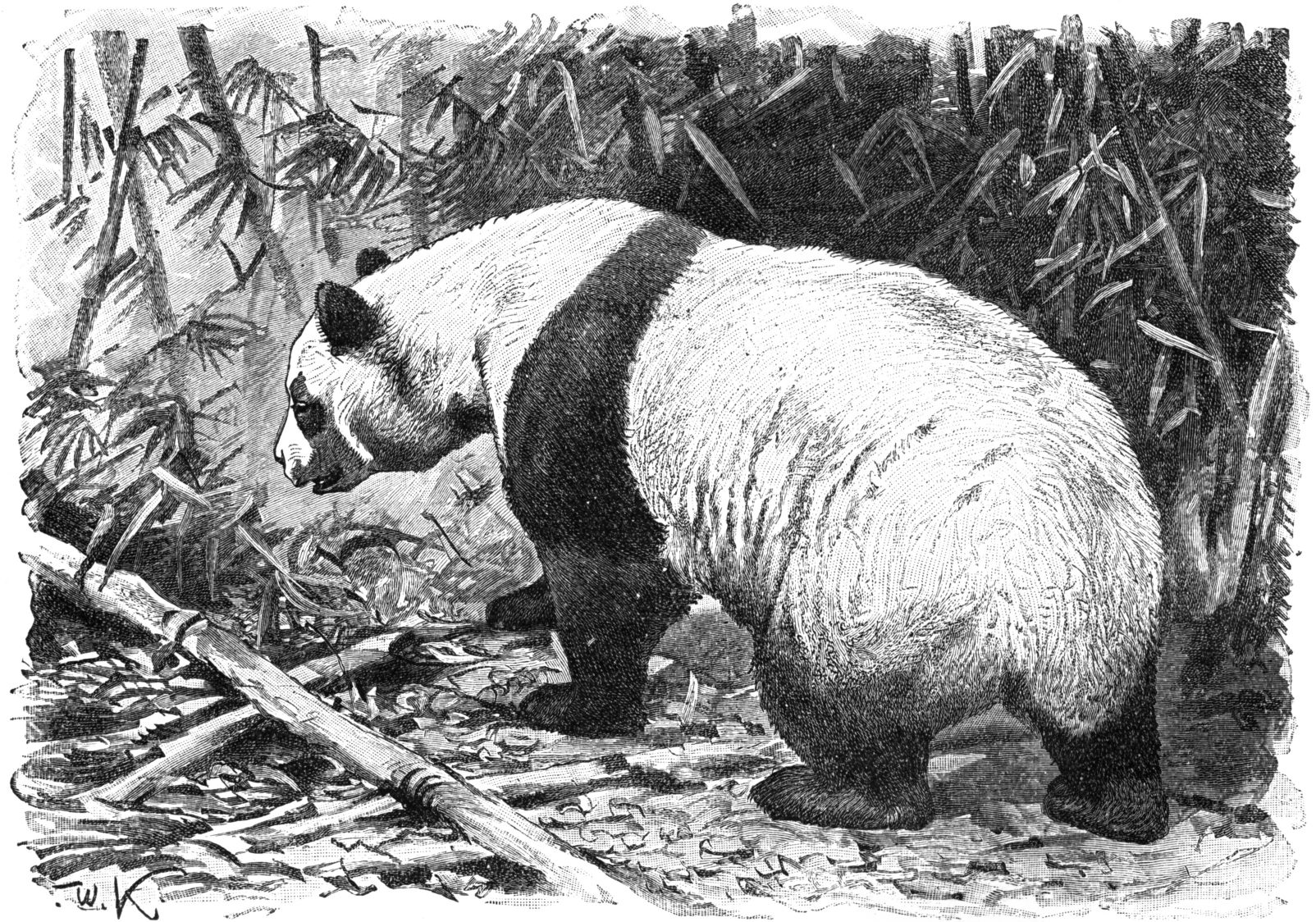
Dobová ilustrace pandy velké (Wilhelm Kuhnert, 1927)

Vědecké (latinské) jméno pandy velké zní Ailuropoda melanoleuca, které lze doslovně přeložit jako „kočičí stopa černá a bílá“.
Čínský název je složenina „medvěd-kočka“, ale od nejstarších sbírek čínských písemností nese medvěd v čínštině nejméně 20 různých jmen, například mo (貘, blíže nespecifikovaný staročínský název pro pandu velkou), š'-tchie-šou (食鐵獸, „železožravá bestie“, k němuž přišla kvůli starověkým mýtům o tom, že pandy požírají železo a měď), dále chua-siung (花熊, „medvěd skvrnitý“ či „medvěd pruhovaný“), ču-siung (竹熊, „medvěd bambusový“) nebo paj-siung (白熊, „medvěd bílý“). Nicméně nejpoužívanějšími názvy v Číně jsou ta-siung-mao (大熊貓, „obří kočičí medvěd" nebo „obří medvědí kočka"), nebo jednoduše siung-mao (熊貓 „kočičí medvěd“ nebo „medvědí kočka“).
Západní ekvivalent panda pochází od její vzdálené příbuzné pandy červené (Ailurus fulgens, popsané již v roce 1825), jde o francouzskou adaptaci nepálského slova „požírač bambusu“. Dokud nebyla zřejmá tato podobnost, byla panda velká známá jako „medvěd černobílý“ nebo „medvěd strakatý“. Pro rozlišení obou druhů se v několika jazycích (včetně českého) druh Ailurus fulgens nazývá „panda malá“ a druh Ailuropoda melanoleuca jako „panda velká“ – např. slovensky je to „panda veľká“, polsky „panda wielka“, anglicky „giant/great panda“, německy „großer panda“, francouzsky „le panda géant“, nebo italsky a španělsky „panda gigante“. 
Kvůli nejasné taxonomii získala panda velká v jednotlivých jazycích řadu ekvivalentních vědeckých pojmenování. V latině například Ursus melanoleucus, Pandarctos melanoleucus, Ailuropus melanoleucus či Aeluropus melanoleucus, v češtině ještě „panda černobílá“, „medvěd bambusový“ nebo „medvěd drápkatý“.

### Historie popisu
Původně byl tento druh popsán v roce 1869 pod binomickým jménem Ursus melanoleucus (případně jako Ursus melanoleuca), což doslova znamená „medvěd černobílý“. Druh byl proto zařazen do rodu Ursus, kam patří například i medvěd hnědý. O rok později, v roce 1870, dostal nový latinský název Ailuropoda melanoleuca. Rodové jméno Ailuropoda je složeno ze slov ailurus a poda. Slovo ailurus znamená „panda“, ale původní význam tohoto původně řeckého slova je „kočka“ (αἴλουρος, ve smyslu kočka domácí) a název je odvozen od toho, že obě pandy ji svým vzhledem (zejména tvarem hlavy) připomínají. Slovo poda (ποδος) je rovněž řeckého původu a znamená „stopa“ nebo „chodidlo“. Rod Ailuropoda, platný i dnes (2023), vznikl speciálně pro tento druh a zahrnuje jeden žijící a čtyři vymřelé druhy velkých pand.
V témže roce (1870) získal tento druh další latinské jméno – Pandarctos melanoleucus, doslova „černobílý medvěd panda“. Tento název byl odůvodněn tím, že jméno Ailuropoda se již v 19. století používalo a bylo do jisté míry převzato, protože bylo využito pro označení jiného taxonu (i když ne rodu) masožravců, a tak se zdálo vhodné nahradit ho jiným. Rod Pandarctos byl nově vytvořen speciálně pro tento druh.
O rok později, v roce 1871, se začalo používat nové binomické jméno Ailuropus melanoleucus (v roce 1891 změněné na Aeluropus melanoleucus). Rodové jméno Ailuropus je pouze umělou modifikací slova Ailuropoda. Důvody, které vedly k tomuto novému jménu, byly stejné, jako důvody, které vedly k tvaru Pandarctos. Rod Ailuropus byl nově vytvořen speciálně pro tento druh. Forma Ailuropus melanoleucus byla ve své době dobře přijímána; například Ottův slovník naučný z roku 1888 uvádí druh, který dnes nazýváme panda velká, jako Ailuropus melanoleucus (druh v té době neměl české jméno). Nicméně současné vědecké jméno je Ailuropoda melanoleuca a vrací se tak k podobě z roku 1870 (viz výše).

## Taxonomie

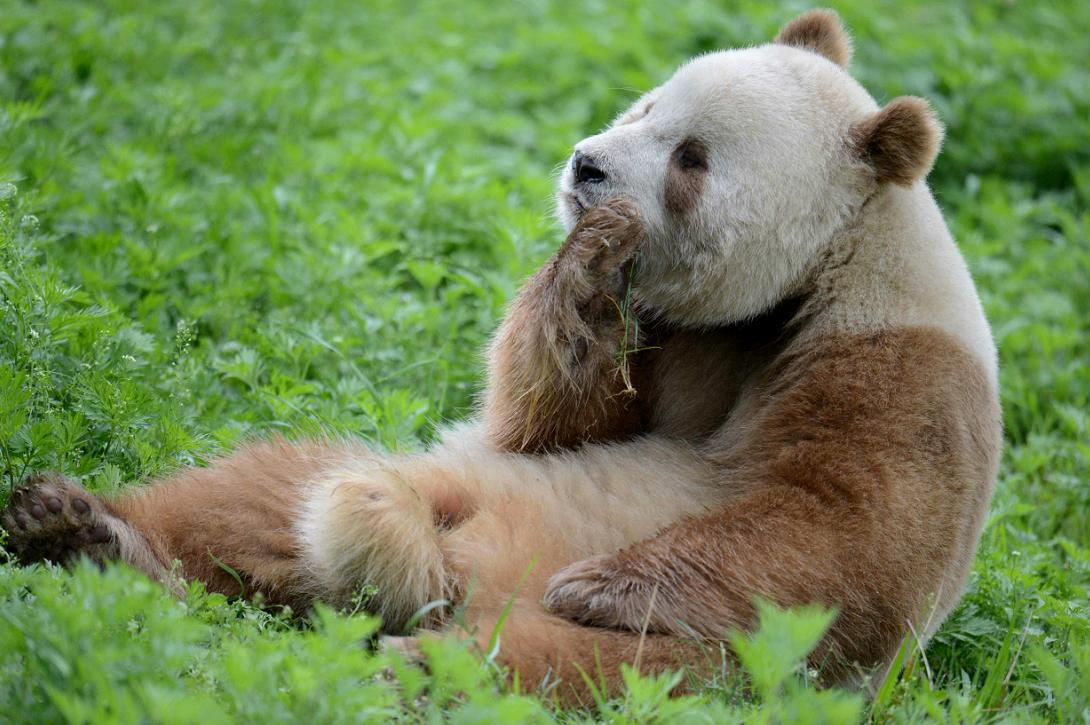
Hnědobílý poddruh Ailuropoda melanoleuca qinlingensis (tzv. qinlingská panda)

Západ se poprvé seznámil s pandou velkou v roce 1869, díky popisu francouzského jezuity a misionáře Armanda Davida, který se dostal ke kůžím dospělé i mladé pandy od jednoho lovce. Následovaly anatomické studie, v nichž byla panda označována různými názvy (více v kapitole Etymologie). V roce 1901 navrhl britský zoolog Edwin Ray Lankester (tehdejší ředitel přírodovědného muzea v Londýně) název „great panda“ (v překladu „panda velká“), aby byla tato panda odlišena od pandy červené (tehdy se považovala za její blízce příbuznou).
Po mnoho desetiletí byla přesná vědecká klasifikace pandy předmětem debat, protože jak panda velká tak panda červená sdílejí vlastnosti medvědů (Ursidae) i mývalů (Procyonidae). I proto bývaly společně řazeny do některé z těchto čeledí nebo do samostatné čeledi Ailurida. Nicméně genetické testy odhalily, že panda velká je vskutku medvěd a patří tedy do čeledi medvědovití. Jde o jediného žijícího zástupce rodu Ailuropoda (panda) a jeho nejbližším příbuzným může být medvěd brýlatý z Jižní Ameriky, ale ani v této otázce nepanuje jasný konsenzus.
Na základě odlišných parametrů lebky, jiného zbarvení srsti a rozdílné populační genetiky odborníci rozlišují dva poddruhy pandy velké (2005):
- Ailuropoda melanoleuca melanoleuca; nejpočetnější panda s klasickým vzorováním a typicky černobílým zbarvením.
- Ailuropoda melanoleuca qinlingensis (tzv. qinlingská panda); namísto typického zbarvení je tato panda hnědobílá, má menší lebku, větší stoličky a obývá výhradně pohoří Čchin-ling (v provincii Šen-si).

Podrobná genetická stude z roku 2012 ukázala, že k oddělení populací došlo pravděpodobně před 300 000 lety. Dále vědci odhadují, že první pandy spatřily svět asi před 2–3 miliony let. Brzké oddělení od hlavní vývojové linie medvědovitých a tedy odlišná evoluce pravděpodobně může za atypické potravní chování (více viz Potrava, krmení a trávení). Na rozdíl od ostatních druhů medvědů z čeledi Ursidae se pandy velké během pleistocénu postupně vyvinuly v převážně bambusožravé druhy. Analýzou stabilních izotopů vědci zjistili, že moderní panda velká má zjevné nutriční odlišnosti od masožravců i býložravců, což svědčí o její jedinečné nutriční a ekologické nice. Ústní a trávicí ústrojí pandy velké si však stále zachovává některé rysy masožravců.
Fylogeneze současných druhů medvědů znázorněna na kladogramu založeném na kompletních sekvencích mitochondriální DNA podle Yu et al. 2007 (první) a genetické studie podle Kumar et al. 2017 (druhý):
|  | medvěd lední |
|  |              |
|  | medvěd hnědý |
|  |              |

|  | \| \| medvěd baribal \| \| \| \| \| \| medvěd ušatý \| \| \| \| |
|  |                                                                 |
|  | medvěd malajský                                                 |
|  |                                                                 |
|  | medvěd baribal                                                  |
|  |                                                                 |
|  | medvěd ušatý                                                    |
|  |                                                                 |

|  | medvěd baribal |
|  |                |
|  | medvěd ušatý   |
|  |                |

|  | medvěd lední |
|  |              |
|  | medvěd hnědý |
|  |              |

|  | \| \| medvěd baribal \| \| \| \| \| \| medvěd ušatý \| \| \| \| |
|  |                                                                 |
|  | medvěd malajský                                                 |
|  |                                                                 |
|  | medvěd baribal                                                  |
|  |                                                                 |
|  | medvěd ušatý                                                    |
|  |                                                                 |

|  | medvěd baribal |
|  |                |
|  | medvěd ušatý   |
|  |                |

|  | medvěd lední |
|  |              |
|  | medvěd hnědý |
|  |              |

|  | \| \| medvěd baribal \| \| \| \| \| \| medvěd ušatý \| \| \| \| |
|  |                                                                 |
|  | medvěd malajský                                                 |
|  |                                                                 |
|  | medvěd baribal                                                  |
|  |                                                                 |
|  | medvěd ušatý                                                    |
|  |                                                                 |

|  | medvěd baribal |
|  |                |
|  | medvěd ušatý   |
|  |                |

|  | medvěd lední |
|  |              |
|  | medvěd hnědý |
|  |              |

|  | \| \| medvěd baribal \| \| \| \| \| \| medvěd ušatý \| \| \| \| |
|  |                                                                 |
|  | medvěd malajský                                                 |
|  |                                                                 |
|  | medvěd baribal                                                  |
|  |                                                                 |
|  | medvěd ušatý                                                    |
|  |                                                                 |

|  | medvěd baribal |
|  |                |
|  | medvěd ušatý   |
|  |                |

|  | medvěd lední |
|  |              |
|  | medvěd hnědý |
|  |              |

|  | \| \| medvěd baribal \| \| \| \| \| \| medvěd ušatý \| \| \| \| |
|  |                                                                 |
|  | medvěd malajský                                                 |
|  |                                                                 |
|  | medvěd baribal                                                  |
|  |                                                                 |
|  | medvěd ušatý                                                    |
|  |                                                                 |

|  | medvěd baribal |
|  |                |
|  | medvěd ušatý   |
|  |                |

|  | medvěd lední |
|  |              |
|  | medvěd hnědý |
|  |              |

|  | \| \| medvěd baribal \| \| \| \| \| \| medvěd ušatý \| \| \| \| |
|  |                                                                 |
|  | medvěd malajský                                                 |
|  |                                                                 |
|  | medvěd baribal                                                  |
|  |                                                                 |
|  | medvěd ušatý                                                    |
|  |                                                                 |

|  | medvěd baribal |
|  |                |
|  | medvěd ušatý   |
|  |                |

|  | medvěd lední |
|  |              |
|  | medvěd hnědý |
|  |              |

|  | \| \| medvěd baribal \| \| \| \| \| \| medvěd ušatý \| \| \| \| |
|  |                                                                 |
|  | medvěd malajský                                                 |
|  |                                                                 |
|  | medvěd baribal                                                  |
|  |                                                                 |
|  | medvěd ušatý                                                    |
|  |                                                                 |

|  | medvěd baribal |
|  |                |
|  | medvěd ušatý   |
|  |                |

|  | medvěd lední |
|  |              |
|  | medvěd hnědý |
|  |              |

|  | \| \| medvěd baribal \| \| \| \| \| \| medvěd ušatý \| \| \| \| |
|  |                                                                 |
|  | medvěd malajský                                                 |
|  |                                                                 |
|  | medvěd baribal                                                  |
|  |                                                                 |
|  | medvěd ušatý                                                    |
|  |                                                                 |

|  | medvěd baribal |
|  |                |
|  | medvěd ušatý   |
|  |                |

|  | medvěd lední |
|  |              |
|  | medvěd hnědý |
|  |              |

|  | \| \| medvěd baribal \| \| \| \| \| \| medvěd ušatý \| \| \| \| |
|  |                                                                 |
|  | medvěd malajský                                                 |
|  |                                                                 |
|  | medvěd baribal                                                  |
|  |                                                                 |
|  | medvěd ušatý                                                    |
|  |                                                                 |

|  | medvěd baribal |
|  |                |
|  | medvěd ušatý   |
|  |                |

|  | medvěd lední |
|  |              |
|  | medvěd hnědý |
|  |              |

|  | \| \| medvěd baribal \| \| \| \| \| \| medvěd ušatý \| \| \| \| |
|  |                                                                 |
|  | medvěd malajský                                                 |
|  |                                                                 |
|  | medvěd baribal                                                  |
|  |                                                                 |
|  | medvěd ušatý                                                    |
|  |                                                                 |

|  | medvěd baribal |
|  |                |
|  | medvěd ušatý   |
|  |                |

|  | medvěd lední |
|  |              |
|  | medvěd hnědý |
|  |              |

|  | \| \| medvěd baribal \| \| \| \| \| \| medvěd ušatý \| \| \| \| |
|  |                                                                 |
|  | medvěd malajský                                                 |
|  |                                                                 |
|  | medvěd baribal                                                  |
|  |                                                                 |
|  | medvěd ušatý                                                    |
|  |                                                                 |

|  | medvěd baribal |
|  |                |
|  | medvěd ušatý   |
|  |                |

|  | medvěd lední |
|  |              |
|  | medvěd hnědý |
|  |              |

|  | \| \| medvěd baribal \| \| \| \| \| \| medvěd ušatý \| \| \| \| |
|  |                                                                 |
|  | medvěd malajský                                                 |
|  |                                                                 |
|  | medvěd baribal                                                  |
|  |                                                                 |
|  | medvěd ušatý                                                    |
|  |                                                                 |

|  | medvěd baribal |
|  |                |
|  | medvěd ušatý   |
|  |                |

|  | medvěd lední |
|  |              |
|  | medvěd hnědý |
|  |              |

|  | \| \| medvěd baribal \| \| \| \| \| \| medvěd ušatý \| \| \| \| |
|  |                                                                 |
|  | medvěd malajský                                                 |
|  |                                                                 |
|  | medvěd baribal                                                  |
|  |                                                                 |
|  | medvěd ušatý                                                    |
|  |                                                                 |

|  | medvěd baribal |
|  |                |
|  | medvěd ušatý   |
|  |                |

|  | medvěd lední |
|  |              |
|  | medvěd hnědý |
|  |              |

|  | \| \| medvěd baribal \| \| \| \| \| \| medvěd ušatý \| \| \| \| |
|  |                                                                 |
|  | medvěd malajský                                                 |
|  |                                                                 |
|  | medvěd baribal                                                  |
|  |                                                                 |
|  | medvěd ušatý                                                    |
|  |                                                                 |

|  | medvěd baribal |
|  |                |
|  | medvěd ušatý   |
|  |                |

|  | medvěd lední |
|  |              |
|  | medvěd hnědý |
|  |              |

|  | \| \| medvěd baribal \| \| \| \| \| \| medvěd ušatý \| \| \| \| |
|  |                                                                 |
|  | medvěd malajský                                                 |
|  |                                                                 |
|  | medvěd baribal                                                  |
|  |                                                                 |
|  | medvěd ušatý                                                    |
|  |                                                                 |

|  | medvěd baribal |
|  |                |
|  | medvěd ušatý   |
|  |                |

|  | medvěd lední |
|  |              |
|  | medvěd hnědý |
|  |              |

|  | \| \| medvěd baribal \| \| \| \| \| \| medvěd ušatý \| \| \| \| |
|  |                                                                 |
|  | medvěd malajský                                                 |
|  |                                                                 |
|  | medvěd baribal                                                  |
|  |                                                                 |
|  | medvěd ušatý                                                    |
|  |                                                                 |

|  | medvěd baribal |
|  |                |
|  | medvěd ušatý   |
|  |                |

|  | medvěd lední |
|  |              |
|  | medvěd hnědý |
|  |              |

|  | \| \| medvěd baribal \| \| \| \| \| \| medvěd ušatý \| \| \| \| |
|  |                                                                 |
|  | medvěd malajský                                                 |
|  |                                                                 |
|  | medvěd baribal                                                  |
|  |                                                                 |
|  | medvěd ušatý                                                    |
|  |                                                                 |

|  | medvěd baribal |
|  |                |
|  | medvěd ušatý   |
|  |                |

|  | medvěd lední |
|  |              |
|  | medvěd hnědý |
|  |              |

|  | \| \| medvěd baribal \| \| \| \| \| \| medvěd ušatý \| \| \| \| |
|  |                                                                 |
|  | medvěd malajský                                                 |
|  |                                                                 |
|  | medvěd baribal                                                  |
|  |                                                                 |
|  | medvěd ušatý                                                    |
|  |                                                                 |

|  | medvěd baribal |
|  |                |
|  | medvěd ušatý   |
|  |                |

|  | medvěd lední |
|  |              |
|  | medvěd hnědý |
|  |              |

|  | \| \| medvěd baribal \| \| \| \| \| \| medvěd ušatý \| \| \| \| |
|  |                                                                 |
|  | medvěd malajský                                                 |
|  |                                                                 |
|  | medvěd baribal                                                  |
|  |                                                                 |
|  | medvěd ušatý                                                    |
|  |                                                                 |

|  | medvěd baribal |
|  |                |
|  | medvěd ušatý   |
|  |                |

|  | medvěd lední |
|  |              |
|  | medvěd hnědý |
|  |              |

|  | \| \| medvěd baribal \| \| \| \| \| \| medvěd ušatý \| \| \| \| |
|  |                                                                 |
|  | medvěd malajský                                                 |
|  |                                                                 |
|  | medvěd baribal                                                  |
|  |                                                                 |
|  | medvěd ušatý                                                    |
|  |                                                                 |

|  | medvěd baribal |
|  |                |
|  | medvěd ušatý   |
|  |                |

|  | medvěd lední |
|  |              |
|  | medvěd hnědý |
|  |              |

|  | \| \| medvěd baribal \| \| \| \| \| \| medvěd ušatý \| \| \| \| |
|  |                                                                 |
|  | medvěd malajský                                                 |
|  |                                                                 |
|  | medvěd baribal                                                  |
|  |                                                                 |
|  | medvěd ušatý                                                    |
|  |                                                                 |

|  | medvěd baribal |
|  |                |
|  | medvěd ušatý   |
|  |                |

|  | medvěd lední |
|  |              |
|  | medvěd hnědý |
|  |              |

|  | \| \| medvěd baribal \| \| \| \| \| \| medvěd ušatý \| \| \| \| |
|  |                                                                 |
|  | medvěd malajský                                                 |
|  |                                                                 |
|  | medvěd baribal                                                  |
|  |                                                                 |
|  | medvěd ušatý                                                    |
|  |                                                                 |

|  | medvěd baribal |
|  |                |
|  | medvěd ušatý   |
|  |                |

|  | medvěd lední |
|  |              |
|  | medvěd hnědý |
|  |              |

|  | \| \| medvěd baribal \| \| \| \| \| \| medvěd ušatý \| \| \| \| |
|  |                                                                 |
|  | medvěd malajský                                                 |
|  |                                                                 |
|  | medvěd baribal                                                  |
|  |                                                                 |
|  | medvěd ušatý                                                    |
|  |                                                                 |

|  | medvěd baribal |
|  |                |
|  | medvěd ušatý   |
|  |                |

|  | medvěd lední |
|  |              |
|  | medvěd hnědý |
|  |              |

|  | \| \| medvěd baribal \| \| \| \| \| \| medvěd ušatý \| \| \| \| |
|  |                                                                 |
|  | medvěd malajský                                                 |
|  |                                                                 |
|  | medvěd baribal                                                  |
|  |                                                                 |
|  | medvěd ušatý                                                    |
|  |                                                                 |

|  | medvěd baribal |
|  |                |
|  | medvěd ušatý   |
|  |                |

|  | medvěd lední |
|  |              |
|  | medvěd hnědý |
|  |              |

|  | \| \| medvěd baribal \| \| \| \| \| \| medvěd ušatý \| \| \| \| |
|  |                                                                 |
|  | medvěd malajský                                                 |
|  |                                                                 |
|  | medvěd baribal                                                  |
|  |                                                                 |
|  | medvěd ušatý                                                    |
|  |                                                                 |

|  | medvěd baribal |
|  |                |
|  | medvěd ušatý   |
|  |                |

|  | medvěd lední |
|  |              |
|  | medvěd hnědý |
|  |              |

|  | \| \| medvěd baribal \| \| \| \| \| \| medvěd ušatý \| \| \| \| |
|  |                                                                 |
|  | medvěd malajský                                                 |
|  |                                                                 |
|  | medvěd baribal                                                  |
|  |                                                                 |
|  | medvěd ušatý                                                    |
|  |                                                                 |

|  | medvěd baribal |
|  |                |
|  | medvěd ušatý   |
|  |                |

|  | medvěd lední |
|  |              |
|  | medvěd hnědý |
|  |              |

|  | \| \| medvěd baribal \| \| \| \| \| \| medvěd ušatý \| \| \| \| |
|  |                                                                 |
|  | medvěd malajský                                                 |
|  |                                                                 |
|  | medvěd baribal                                                  |
|  |                                                                 |
|  | medvěd ušatý                                                    |
|  |                                                                 |

|  | medvěd baribal |
|  |                |
|  | medvěd ušatý   |
|  |                |

|  | medvěd lední |
|  |              |
|  | medvěd hnědý |
|  |              |

|  | \| \| medvěd baribal \| \| \| \| \| \| medvěd ušatý \| \| \| \| |
|  |                                                                 |
|  | medvěd malajský                                                 |
|  |                                                                 |
|  | medvěd baribal                                                  |
|  |                                                                 |
|  | medvěd ušatý                                                    |
|  |                                                                 |

|  | medvěd baribal |
|  |                |
|  | medvěd ušatý   |
|  |                |

|  | medvěd lední |
|  |              |
|  | medvěd hnědý |
|  |              |

|  | \| \| medvěd baribal \| \| \| \| \| \| medvěd ušatý \| \| \| \| |
|  |                                                                 |
|  | medvěd malajský                                                 |
|  |                                                                 |
|  | medvěd baribal                                                  |
|  |                                                                 |
|  | medvěd ušatý                                                    |
|  |                                                                 |

|  | medvěd baribal |
|  |                |
|  | medvěd ušatý   |
|  |                |

|  | medvěd lední |
|  |              |
|  | medvěd hnědý |
|  |              |

|  | \| \| medvěd baribal \| \| \| \| \| \| medvěd ušatý \| \| \| \| |
|  |                                                                 |
|  | medvěd malajský                                                 |
|  |                                                                 |
|  | medvěd baribal                                                  |
|  |                                                                 |
|  | medvěd ušatý                                                    |
|  |                                                                 |

|  | medvěd baribal |
|  |                |
|  | medvěd ušatý   |
|  |                |

|  | medvěd lední |
|  |              |
|  | medvěd hnědý |
|  |              |

|  | \| \| medvěd baribal \| \| \| \| \| \| medvěd ušatý \| \| \| \| |
|  |                                                                 |
|  | medvěd malajský                                                 |
|  |                                                                 |
|  | medvěd baribal                                                  |
|  |                                                                 |
|  | medvěd ušatý                                                    |
|  |                                                                 |

|  | medvěd baribal |
|  |                |
|  | medvěd ušatý   |
|  |                |

|  | medvěd lední |
|  |              |
|  | medvěd hnědý |
|  |              |

|  | \| \| medvěd baribal \| \| \| \| \| \| medvěd ušatý \| \| \| \| |
|  |                                                                 |
|  | medvěd malajský                                                 |
|  |                                                                 |
|  | medvěd baribal                                                  |
|  |                                                                 |
|  | medvěd ušatý                                                    |
|  |                                                                 |

|  | medvěd baribal |
|  |                |
|  | medvěd ušatý   |
|  |                |

|  | \| \| medvěd lední \| \| \| \| \| \| medvěd hnědý \| \| \| \| |
|  |                                                               |
|  | medvěd baribal                                                |
|  |                                                               |
|  | medvěd lední                                                  |
|  |                                                               |
|  | medvěd hnědý                                                  |
|  |                                                               |

|  | medvěd lední |
|  |              |
|  | medvěd hnědý |
|  |              |

|  | medvěd ušatý                                                       |
|  |                                                                    |
|  | \| \| medvěd pyskatý \| \| \| \| \| \| medvěd malajský \| \| \| \| |
|  |                                                                    |
|  | medvěd pyskatý                                                     |
|  |                                                                    |
|  | medvěd malajský                                                    |
|  |                                                                    |

|  | medvěd pyskatý  |
|  |                 |
|  | medvěd malajský |
|  |                 |

|  | \| \| medvěd lední \| \| \| \| \| \| medvěd hnědý \| \| \| \| |
|  |                                                               |
|  | medvěd baribal                                                |
|  |                                                               |
|  | medvěd lední                                                  |
|  |                                                               |
|  | medvěd hnědý                                                  |
|  |                                                               |

|  | medvěd lední |
|  |              |
|  | medvěd hnědý |
|  |              |

|  | medvěd ušatý                                                       |
|  |                                                                    |
|  | \| \| medvěd pyskatý \| \| \| \| \| \| medvěd malajský \| \| \| \| |
|  |                                                                    |
|  | medvěd pyskatý                                                     |
|  |                                                                    |
|  | medvěd malajský                                                    |
|  |                                                                    |

|  | medvěd pyskatý  |
|  |                 |
|  | medvěd malajský |
|  |                 |

|  | \| \| medvěd lední \| \| \| \| \| \| medvěd hnědý \| \| \| \| |
|  |                                                               |
|  | medvěd baribal                                                |
|  |                                                               |
|  | medvěd lední                                                  |
|  |                                                               |
|  | medvěd hnědý                                                  |
|  |                                                               |

|  | medvěd lední |
|  |              |
|  | medvěd hnědý |
|  |              |

|  | medvěd ušatý                                                       |
|  |                                                                    |
|  | \| \| medvěd pyskatý \| \| \| \| \| \| medvěd malajský \| \| \| \| |
|  |                                                                    |
|  | medvěd pyskatý                                                     |
|  |                                                                    |
|  | medvěd malajský                                                    |
|  |                                                                    |

|  | medvěd pyskatý  |
|  |                 |
|  | medvěd malajský |
|  |                 |

|  | \| \| medvěd lední \| \| \| \| \| \| medvěd hnědý \| \| \| \| |
|  |                                                               |
|  | medvěd baribal                                                |
|  |                                                               |
|  | medvěd lední                                                  |
|  |                                                               |
|  | medvěd hnědý                                                  |
|  |                                                               |

|  | medvěd lední |
|  |              |
|  | medvěd hnědý |
|  |              |

|  | medvěd ušatý                                                       |
|  |                                                                    |
|  | \| \| medvěd pyskatý \| \| \| \| \| \| medvěd malajský \| \| \| \| |
|  |                                                                    |
|  | medvěd pyskatý                                                     |
|  |                                                                    |
|  | medvěd malajský                                                    |
|  |                                                                    |

|  | medvěd pyskatý  |
|  |                 |
|  | medvěd malajský |
|  |                 |

|  | \| \| medvěd lední \| \| \| \| \| \| medvěd hnědý \| \| \| \| |
|  |                                                               |
|  | medvěd baribal                                                |
|  |                                                               |
|  | medvěd lední                                                  |
|  |                                                               |
|  | medvěd hnědý                                                  |
|  |                                                               |

|  | medvěd lední |
|  |              |
|  | medvěd hnědý |
|  |              |

|  | medvěd ušatý                                                       |
|  |                                                                    |
|  | \| \| medvěd pyskatý \| \| \| \| \| \| medvěd malajský \| \| \| \| |
|  |                                                                    |
|  | medvěd pyskatý                                                     |
|  |                                                                    |
|  | medvěd malajský                                                    |
|  |                                                                    |

|  | medvěd pyskatý  |
|  |                 |
|  | medvěd malajský |
|  |                 |

|  | \| \| medvěd lední \| \| \| \| \| \| medvěd hnědý \| \| \| \| |
|  |                                                               |
|  | medvěd baribal                                                |
|  |                                                               |
|  | medvěd lední                                                  |
|  |                                                               |
|  | medvěd hnědý                                                  |
|  |                                                               |

|  | medvěd lední |
|  |              |
|  | medvěd hnědý |
|  |              |

|  | medvěd ušatý                                                       |
|  |                                                                    |
|  | \| \| medvěd pyskatý \| \| \| \| \| \| medvěd malajský \| \| \| \| |
|  |                                                                    |
|  | medvěd pyskatý                                                     |
|  |                                                                    |
|  | medvěd malajský                                                    |
|  |                                                                    |

|  | medvěd pyskatý  |
|  |                 |
|  | medvěd malajský |
|  |                 |

|  | \| \| medvěd lední \| \| \| \| \| \| medvěd hnědý \| \| \| \| |
|  |                                                               |
|  | medvěd baribal                                                |
|  |                                                               |
|  | medvěd lední                                                  |
|  |                                                               |
|  | medvěd hnědý                                                  |
|  |                                                               |

|  | medvěd lední |
|  |              |
|  | medvěd hnědý |
|  |              |

|  | medvěd ušatý                                                       |
|  |                                                                    |
|  | \| \| medvěd pyskatý \| \| \| \| \| \| medvěd malajský \| \| \| \| |
|  |                                                                    |
|  | medvěd pyskatý                                                     |
|  |                                                                    |
|  | medvěd malajský                                                    |
|  |                                                                    |

|  | medvěd pyskatý  |
|  |                 |
|  | medvěd malajský |
|  |                 |

|  | \| \| medvěd lední \| \| \| \| \| \| medvěd hnědý \| \| \| \| |
|  |                                                               |
|  | medvěd baribal                                                |
|  |                                                               |
|  | medvěd lední                                                  |
|  |                                                               |
|  | medvěd hnědý                                                  |
|  |                                                               |

|  | medvěd lední |
|  |              |
|  | medvěd hnědý |
|  |              |

|  | medvěd ušatý                                                       |
|  |                                                                    |
|  | \| \| medvěd pyskatý \| \| \| \| \| \| medvěd malajský \| \| \| \| |
|  |                                                                    |
|  | medvěd pyskatý                                                     |
|  |                                                                    |
|  | medvěd malajský                                                    |
|  |                                                                    |

|  | medvěd pyskatý  |
|  |                 |
|  | medvěd malajský |
|  |                 |

|  | \| \| medvěd lední \| \| \| \| \| \| medvěd hnědý \| \| \| \| |
|  |                                                               |
|  | medvěd baribal                                                |
|  |                                                               |
|  | medvěd lední                                                  |
|  |                                                               |
|  | medvěd hnědý                                                  |
|  |                                                               |

|  | medvěd lední |
|  |              |
|  | medvěd hnědý |
|  |              |

|  | medvěd ušatý                                                       |
|  |                                                                    |
|  | \| \| medvěd pyskatý \| \| \| \| \| \| medvěd malajský \| \| \| \| |
|  |                                                                    |
|  | medvěd pyskatý                                                     |
|  |                                                                    |
|  | medvěd malajský                                                    |
|  |                                                                    |

|  | medvěd pyskatý  |
|  |                 |
|  | medvěd malajský |
|  |                 |

|  | \| \| medvěd lední \| \| \| \| \| \| medvěd hnědý \| \| \| \| |
|  |                                                               |
|  | medvěd baribal                                                |
|  |                                                               |
|  | medvěd lední                                                  |
|  |                                                               |
|  | medvěd hnědý                                                  |
|  |                                                               |

|  | medvěd lední |
|  |              |
|  | medvěd hnědý |
|  |              |

|  | medvěd ušatý                                                       |
|  |                                                                    |
|  | \| \| medvěd pyskatý \| \| \| \| \| \| medvěd malajský \| \| \| \| |
|  |                                                                    |
|  | medvěd pyskatý                                                     |
|  |                                                                    |
|  | medvěd malajský                                                    |
|  |                                                                    |

|  | medvěd pyskatý  |
|  |                 |
|  | medvěd malajský |
|  |                 |

|  | \| \| medvěd lední \| \| \| \| \| \| medvěd hnědý \| \| \| \| |
|  |                                                               |
|  | medvěd baribal                                                |
|  |                                                               |
|  | medvěd lední                                                  |
|  |                                                               |
|  | medvěd hnědý                                                  |
|  |                                                               |

|  | medvěd lední |
|  |              |
|  | medvěd hnědý |
|  |              |

|  | medvěd ušatý                                                       |
|  |                                                                    |
|  | \| \| medvěd pyskatý \| \| \| \| \| \| medvěd malajský \| \| \| \| |
|  |                                                                    |
|  | medvěd pyskatý                                                     |
|  |                                                                    |
|  | medvěd malajský                                                    |
|  |                                                                    |

|  | medvěd pyskatý  |
|  |                 |
|  | medvěd malajský |
|  |                 |

|  | \| \| medvěd lední \| \| \| \| \| \| medvěd hnědý \| \| \| \| |
|  |                                                               |
|  | medvěd baribal                                                |
|  |                                                               |
|  | medvěd lední                                                  |
|  |                                                               |
|  | medvěd hnědý                                                  |
|  |                                                               |

|  | medvěd lední |
|  |              |
|  | medvěd hnědý |
|  |              |

|  | medvěd ušatý                                                       |
|  |                                                                    |
|  | \| \| medvěd pyskatý \| \| \| \| \| \| medvěd malajský \| \| \| \| |
|  |                                                                    |
|  | medvěd pyskatý                                                     |
|  |                                                                    |
|  | medvěd malajský                                                    |
|  |                                                                    |

|  | medvěd pyskatý  |
|  |                 |
|  | medvěd malajský |
|  |                 |

|  | \| \| medvěd lední \| \| \| \| \| \| medvěd hnědý \| \| \| \| |
|  |                                                               |
|  | medvěd baribal                                                |
|  |                                                               |
|  | medvěd lední                                                  |
|  |                                                               |
|  | medvěd hnědý                                                  |
|  |                                                               |

|  | medvěd lední |
|  |              |
|  | medvěd hnědý |
|  |              |

|  | medvěd ušatý                                                       |
|  |                                                                    |
|  | \| \| medvěd pyskatý \| \| \| \| \| \| medvěd malajský \| \| \| \| |
|  |                                                                    |
|  | medvěd pyskatý                                                     |
|  |                                                                    |
|  | medvěd malajský                                                    |
|  |                                                                    |

|  | medvěd pyskatý  |
|  |                 |
|  | medvěd malajský |
|  |                 |

|  | \| \| medvěd lední \| \| \| \| \| \| medvěd hnědý \| \| \| \| |
|  |                                                               |
|  | medvěd baribal                                                |
|  |                                                               |
|  | medvěd lední                                                  |
|  |                                                               |
|  | medvěd hnědý                                                  |
|  |                                                               |

|  | medvěd lední |
|  |              |
|  | medvěd hnědý |
|  |              |

|  | medvěd ušatý                                                       |
|  |                                                                    |
|  | \| \| medvěd pyskatý \| \| \| \| \| \| medvěd malajský \| \| \| \| |
|  |                                                                    |
|  | medvěd pyskatý                                                     |
|  |                                                                    |
|  | medvěd malajský                                                    |
|  |                                                                    |

|  | medvěd pyskatý  |
|  |                 |
|  | medvěd malajský |
|  |                 |

|  | \| \| medvěd lední \| \| \| \| \| \| medvěd hnědý \| \| \| \| |
|  |                                                               |
|  | medvěd baribal                                                |
|  |                                                               |
|  | medvěd lední                                                  |
|  |                                                               |
|  | medvěd hnědý                                                  |
|  |                                                               |

|  | medvěd lední |
|  |              |
|  | medvěd hnědý |
|  |              |

|  | medvěd ušatý                                                       |
|  |                                                                    |
|  | \| \| medvěd pyskatý \| \| \| \| \| \| medvěd malajský \| \| \| \| |
|  |                                                                    |
|  | medvěd pyskatý                                                     |
|  |                                                                    |
|  | medvěd malajský                                                    |
|  |                                                                    |

|  | medvěd pyskatý  |
|  |                 |
|  | medvěd malajský |
|  |                 |

|  | \| \| medvěd lední \| \| \| \| \| \| medvěd hnědý \| \| \| \| |
|  |                                                               |
|  | medvěd baribal                                                |
|  |                                                               |
|  | medvěd lední                                                  |
|  |                                                               |
|  | medvěd hnědý                                                  |
|  |                                                               |

|  | medvěd lední |
|  |              |
|  | medvěd hnědý |
|  |              |

|  | medvěd ušatý                                                       |
|  |                                                                    |
|  | \| \| medvěd pyskatý \| \| \| \| \| \| medvěd malajský \| \| \| \| |
|  |                                                                    |
|  | medvěd pyskatý                                                     |
|  |                                                                    |
|  | medvěd malajský                                                    |
|  |                                                                    |

|  | medvěd pyskatý  |
|  |                 |
|  | medvěd malajský |
|  |                 |

## Rozšíření a biotop

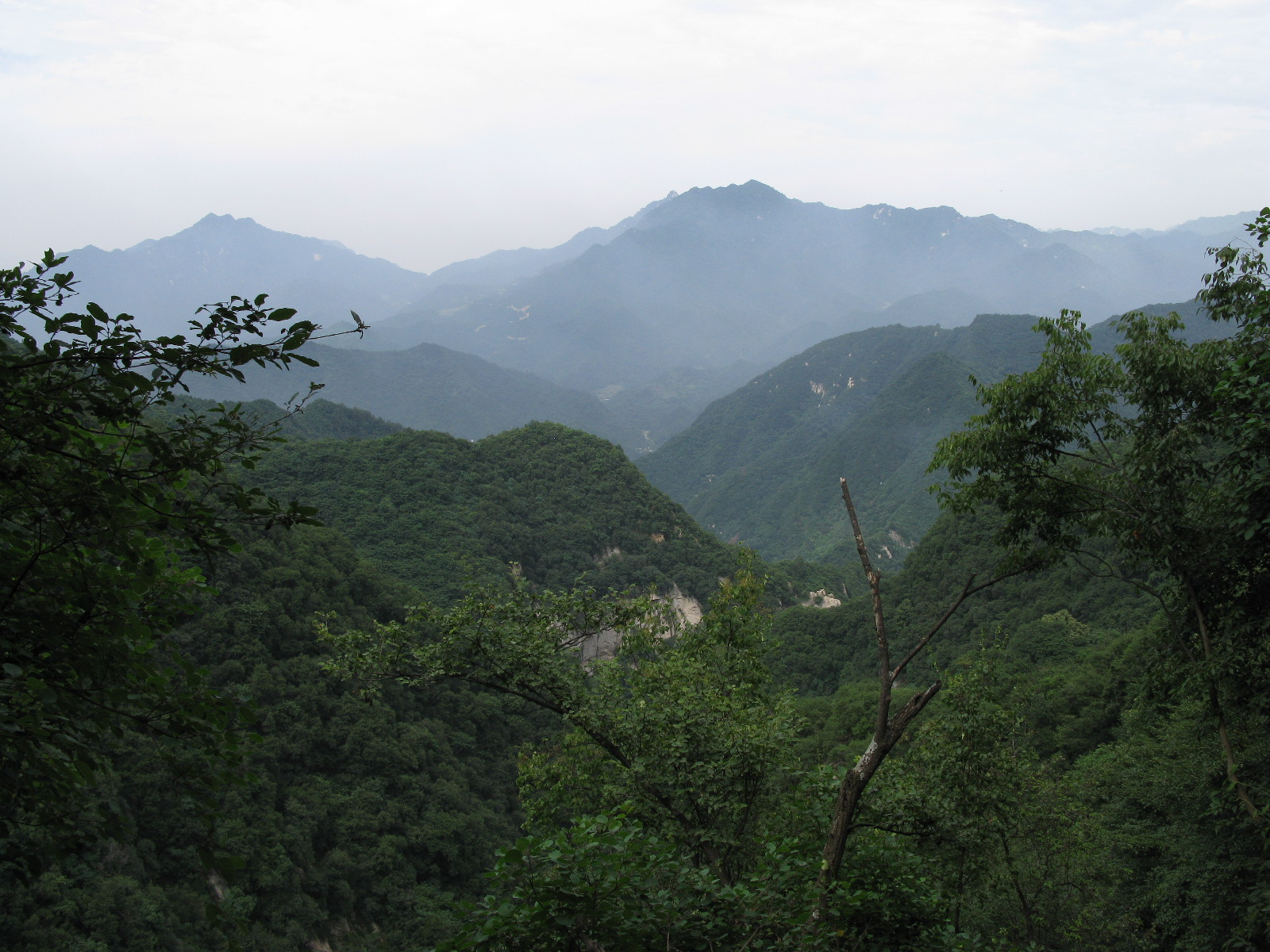
Pohoří Čchin-ling, dnes typický habitat pandy velké

Panda velká žije v hornatých oblastech centrální části Čínské lidové republiky, v provinciích Sečuán (více než 80 % divoké populace), Kan-su a Šen-si. Na těchto územích je pro ni zřízeno velké množství rezervací a ve městě Čcheng-tu je vybudované chovné centrum pro pandy velké. Původně, ještě před 2000 lety, žila na rozsáhlém území Číny, směrem na jih až po Vietnam a Myanmar. Dle odhadu z roku 2001 obývají dnes pandy velké pouze 1 % původního areálu. K rozsáhlé ztrátě přirozeného prostředí došlo už v období pleistocénu, kdy populaci pand ovlivnila klimatická změna, a další velký problém nastal s nástupem rozpínající se lidské civilizace (více zde).
Domovem pandy jsou horské bambusové lesy (ve spleti jehličnatých a listnatých) v nadmořské výšce 1200 až 4100 metrů, ale v zimě sestupuje do nižších poloh okolo 800 m n. m. Při volbě prostředí je vázána na přítomnost vody. Panda velká obecně nerada cestuje a obvykle se zdržuje na území o rozloze 4–6,5 km2, nebo ještě menším. Během dne obvykle neurazí více než 600 m a nejaktivnější je ráno, odpoledne a kolem půlnoci. Aktivita vrcholí v červnu, koncem léta až do podzimu klesá a od listopadu do března následujícího roku se postupně zvyšuje. Míra aktivity souvisí i s množstvím slunečního světla během chladnějších dnů.

## Fyzické vlastnosti

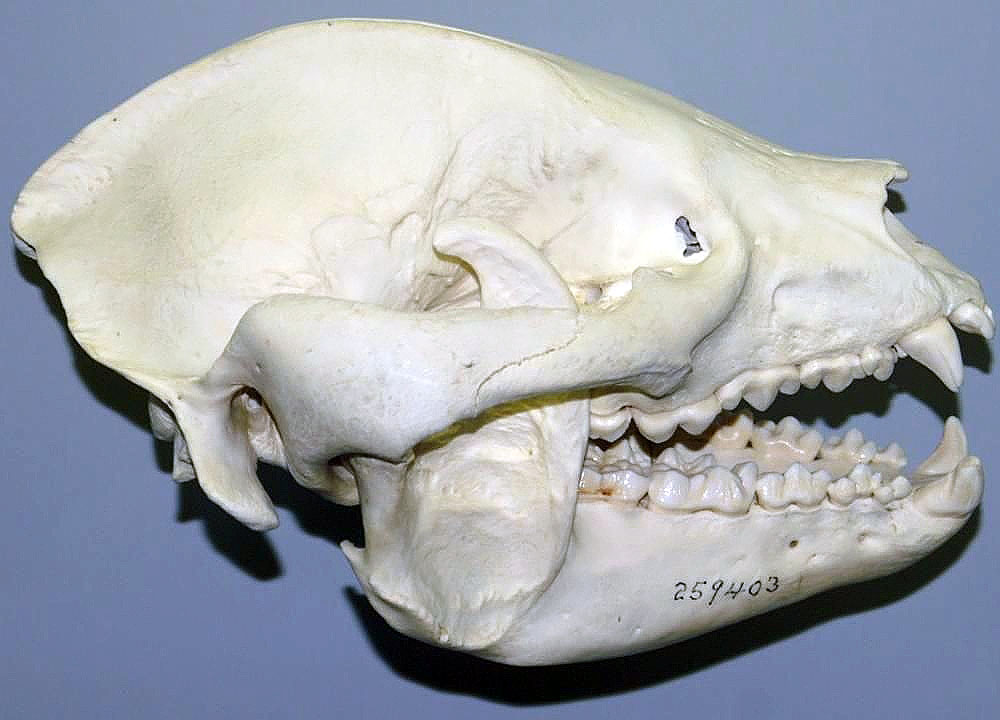
Lebka pandy velké

Panda velká má zavalité tělo, mohutnou širokou hlavu s krátkým čenichem a zakulacenými černými ušními boltci dlouhými 9–10 cm. Dospělá panda váží obvykle 70–160 kg (průměrně asi 100 až 115 kg, maximálně až 180 kg a v zajetí případně ještě více kvůli pravidelnému přísunu potravy a sklonům k obezitě), je dlouhá 120–190 cm a v kohoutku měří 60–90 cm (výška odpovídající bernardýnovi). Obvod hrudníku se pohybuje v rozmezí 70–106 cm. Samec roste do větších rozměrů než samice a bývá asi o 10 až 20 % těžší, ale vzhledem se od sebe neliší. Ocas pandy je krátký, obvykle 10–15 cm dlouhý (někdy možná až 20 cm). Ve srovnání s jinými medvědy mívá tak pravděpodobně druhý nejdelší, po medvědovi pyskatém. Ocas slouží k rozptylování pachu od žláz v blízkosti řitního otvoru a kromě toho též k zakrytí a tedy k ochraně pohlavního i řitního otvoru. 
Srst je vlnitá, v dospělosti drsná a hustá, 3–10 cm dlouhá, typicky černobílá (v případě qinlingského poddruhu hnědobílá), přičemž černá a bíla se nachází vždy na stejných místech. Převažuje bílá, přičemž končetiny jsou černé (či hnědé) a na předních nohou černá (nebo hnědá) sahá až přes ramena, čímž vytváří pás obklopující přední část těla. Tmavě zbarvené jsou také uši, oblasti kolem očí a obvykle též ocas. Nejdelší srst je na břichu (až 10 cm), nejkratší na zadku (3–5 cm). Táhne se ji až pod tlapy. Jednotlivé chlupy jsou pokryté olejovým povlakem (obsahují žlázy, které vylučují maz), což činí srst voděodolnou. Taková srst medvěda dokonale chrání před chladným a vlhkým prostředím (v oblastech, které panda obývá, je relativní vlhkost vzduchu velmi vysoká, v průměru asi 80%). V obzvláště krutých mrazech si pomáhá třeba tak, že se vyválí v koňském hnoji.
Průměrná tělesná teplota druhu byla naměřena na zhruba 37,2 °C, průměrná srdeční frekvence pandy velké byla pak naměřena na 102 úderů za minutu. Dokáže běžet rychlostí 32 km/h, tedy rychleji než mnozí lidé, ale takové tempo udrží jen krátkou dobu.
Genom pandy velké byl sekvenován v roce 2009. Zjistilo se, že má 20 párů autozomů a 1 pár pohlavních chromozomů (tedy dohromady 42 chromozomů). Ze všech savců, kteří byli sekvencováni, se její genom nejvíce podobá psímu – až 80% podobnost, a z 68 % se podobá lidskému.

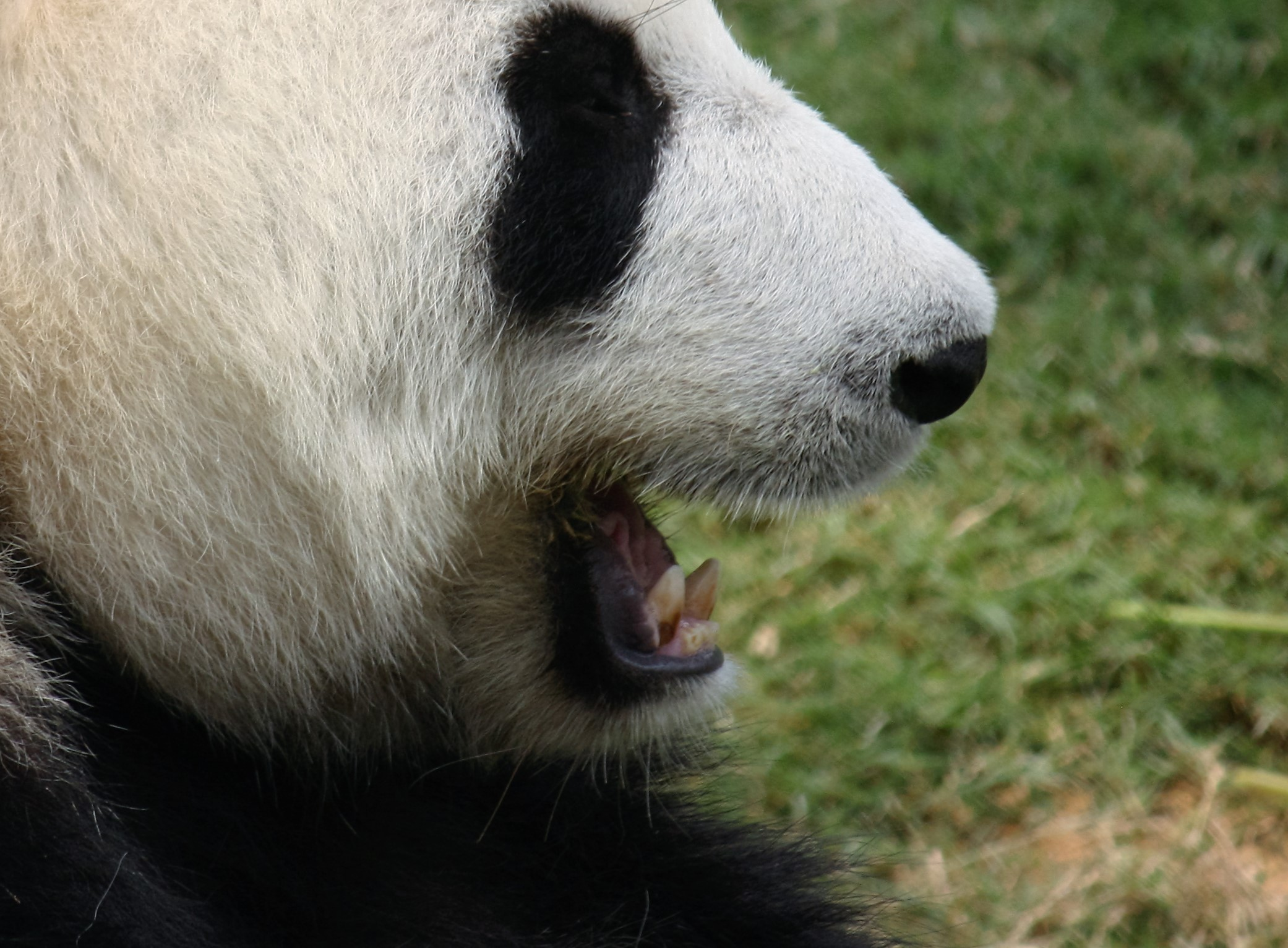
Otevřená tlama pandy velké s viditelnými špičáky

### Chrup a síla čelistí
Dospělá panda velká má celkem 40–42 zubů a zubní vzorec zdravého dospělého jedince vypadá následovně: I 3/3, C 1/1, P 4/4, M 2/3 = 42. Na rozdíl od jiných medvědů jí chybí jedna z běžných spodních stoliček, která je nahrazena velkou a plochou stoličkou přizpůsobenou k drcení bambusových vláken. Čelistní svaly se upínají v horní části lebky na sagitální hřeben, díky čemuž má neuvěřitelnou sílu skusu (viz odstavec níže). Masem, resp. drobnými živočichy se živí pouze výjimečně, přesto má i ona vyvinuté zřetelné, ale relativně krátké, kuželovité a tedy zaoblené špičáky, díky nimž může potenciální kořist uchopit do tlamy. Při žvýkání a pohybu čelistí do stran, jak je u býložravců typické, si svými špičáky nepřekáží díky upravenému temporomandibulárnímu kloubu a premolárním zubům.
Ačkoli panda velká vypadá jako roztomilý a neškodný tvor, není radno její sílu, zejména pak sílu čelistí potřebnou  k drcení tvrdého bambusu, podceňovat. V jedné studii zahrnující celkem 151 šelem se panda velká umístila na pátém místě se skusem o síle 1300 N v případě špičáků (BFQ = 151) a 1816 N v případě stoliček (BFQ = 142), pouze za lvem (1315 N / 2024 N), medvědem hnědým (1410 N / 1894 N), tygrem (1472 N / 2165 N) a medvědem ledním (1647 N / 2350 N).

### Smysly
Oproti jiným medvědům nemá zornice kulaté, ale mají tvar štěrbiny, takže dokáží lépe regulovat množství světla, které do nich vstupuje. Tato adaptace pandě umožňuje dobré noční vidění, což se jí hodí, protože hledá potravu prakticky nepřetržitě, tudíž i v noci. Ve srovnání s čichem a sluchem má ovšem špatný zrak. Panda dokáže vnímat zvuky v rozsahu od 0,10 do 70 kHz (člověk 0,02–20 kHz), avšak nejcitlivější je její sluch na frekvence mezi 10–16 kHz (respektive 12,5–14 kHz). Čich má patrně velmi dobrý, podobně jako jiní medvědi. Například při komunikaci se svými druhy do značné míry spoléhá právě na čich a zanechané pachové stopy, díky kterým pozná pohlaví jiné pandy, sexuální status (zda je samice v říji), stáří pandy či znaky dominance, a tedy možného konkurenta.

### Daň za specializaci
Vzhledem k adaptaci na nízkokalorickou stravu (viz Potrava, krmení a trávení) si pandy nejsou schopny vytvořit dostatečné tukové zásoby (např. pro hibernaci, nebo pro tvorbu většího množství mateřského mléka) a mají dále kupříkladu menší mozek, menší ledviny, menší genitálie, menší množství spermií a rodí menší mláďata než ostatní savci jejich velikosti (viz Komunikace, rozmnožování a dožití). Co se genitálií týče, samci pandy velké mají údajně jeden z nejmenších penisů v poměru k velikosti těla v živočišné říši, neboť dosahuje délky pouhých 3 cm.

### Úloha černobílé srsti
Panda velká se svým zbarvením srsti výrazně odlišuje od jiných medvědů, což vyvolalo řadu otázek – k čemu ji vlastně černobílá srst slouží. Výzkumníci zvažovali možnost, že ji má z důvodu regulace teploty (tmavší odstín lépe přitahuje světlo), nebo, že konkrétně okolo očí se nachází černá proto, aby je slunce neoslňovalo (černá zároveň lépe pohlcuje světlo, takže jej neodráží). Černé znaky na hlavě mohou sloužit i ke komunikaci pomocí obličejových rysů. Jiní odborníci došli k závěru, že bílý obličej, krk, břicho a zadek jí pomáhá maskovat se ve sněhu, zatímco černě zbarvené končetiny lépe ukryje ve stínu. Mimo to ostré kontrasty černé a bílé rozbíjejí obrys těla, takže z větší vzdálenosti nelze rozpoznat její tvar a velikost. Pohybem se totiž panda příliš neprozradí, protože se snaží co nejvíce šetřit energií. Někteří vědci se naopak domnívají, že její poměrně nápadná kresba má za úkol varovat útočníky před nebezpečím. Nemusí tedy sloužit k maskování, ale mohlo by jít o podobnou obrannou strategii, jakou má kupříkladu skunk. Avšak černobílý vzor srsti je natolik výrazný, že může hrát roli i pří výběru partnera v období rozmnožování.
Jedinečné zbarvení srsti pandy velké je zkrátka výsledkem konstelace funkcí, které vycházejí z jejího zázemí s různým prostředím a ze způsobu života, neboť kvůli specifické a málo vydatné stravě zůstává aktivní i po celou zimu.

#### Legenda o černobílém vzoru
Podle jedné čínské legendy nebyla panda odjakživa černobílá, původně měla pouze bílou srst. Legenda praví, že jednou jedna mladá pastýřka zachránila malou bezbrannou pandu před levhartem, ale přišla při tom o život. Všichni medvědi pak pastýřku oplakali. Když nad ní pandy truchlily, začala jim stékat černá barva ze smutečních černých pásek, které měly umístěné na pažích, po celém těle. Když si chtěly otřít oči od slz, barvu si rozmazaly, načež se jim udělaly černé skvrny kolem očí, a když si zakryly uši, aby neslyšely nářek a pláč, zčernala jim i srst na uších. A od té doby jsou pandy černobílé.

#### Albinismus
Vzácná sněhově bílá panda byla vůbec poprvé vyfotografována v dubnu 2019 v národní přírodní rezervaci Wo-lung v provincii Sečuán. Fotopast zde byla umístěna za účelem monitorování volně žijících zvířat v oblasti, a přestože je snímek, který pořídila, poněkud rozmazaný, vědci mohli rozeznat čistě bílou srst a načervenalé oči pandy – znaky albinismu. Odborníci předpokládají, že se jednalo o mladšího jedince, ne staršího dvou let, ale nedokázali určit jeho pohlaví. Další zcela bílá panda, asi šestiletá, byla spatřena v přibližně stejné oblasti v květnu 2023.
Albinismus u savců je způsoben vzácnou mutací jednoho nebo více genů, které řídí produkci melaninu, hlavního pigmentu určujícího barvu kůže, srsti a očí. Znak albinismu je recesivní, což znamená, že se projeví, pokud je zděděn po obou rodičích. Ve volné přírodě má albín o poznání složitější život. Odlišná barva srsti může být citlivější vůči slunečnímu svitu, což činí albína náchylného k rakovině kůže, a dále může mít medvěd problémy se zrakem, které mu mohou ztěžovat hledání potravy. Živočich s jasně bílou srstí je také lépe viditelný pro predátory, nebo se může stát lákavou kořistí pro pytláky.

## Stravovací návyky

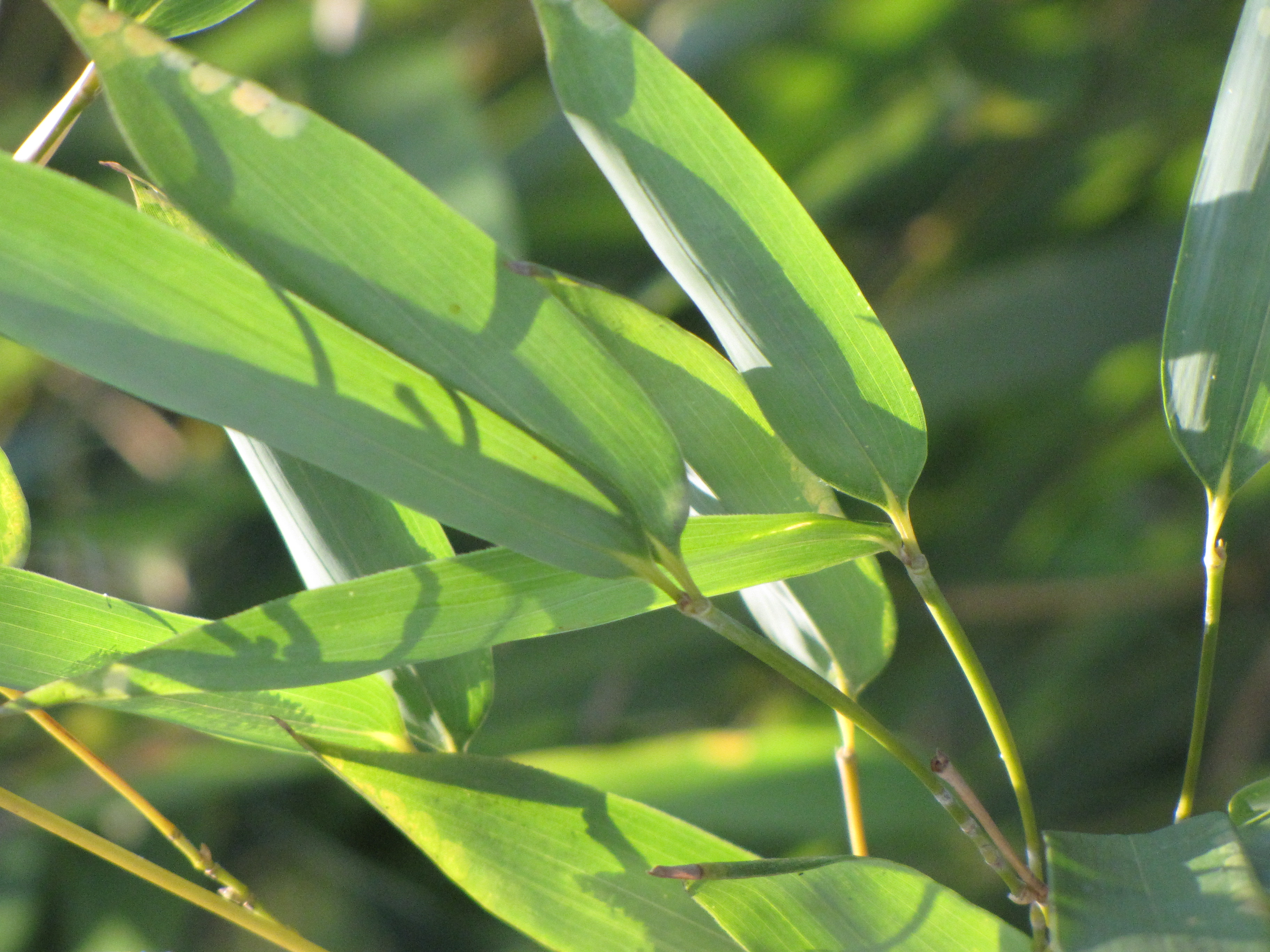
Bambus, v současnosti hlavní potrava pandy velké, v minulosti tomu tak ale nebylo

### Potrava, krmení a trávení
Panda velká v současnosti žije téměř nepřetržitě uvnitř bambusových houštin. Přestože se řadí mezi šelmy a disponuje stále chrupem masožravce (leč mírně odlišným – např. má znatelně větší sagitální hřeben, nebo širší a plošší stoličky i třenové zuby hřebenovitého tvaru), je její potrava převážně rostlinná. Živí se především bambusovými listy, stonky nebo výhonky, ale příležitostně žere též kosatce, šafrány nebo hořce. Bambus však tvoří až (či více než) 99 % její potravy a konzumuje 25, 42 nebo možná více než 60 různých druhů, přičemž je obvykle věrná nanejvýš čtyřem až pěti druhům typickým pro své okolí. V různých ročních obdobích konzumuje různé části bambusu: na jaře a v létě žvýká bambusové výhonky, na podzim se krmí hlavně bambusovými listy a v zimě přechází na bambusové stonky.

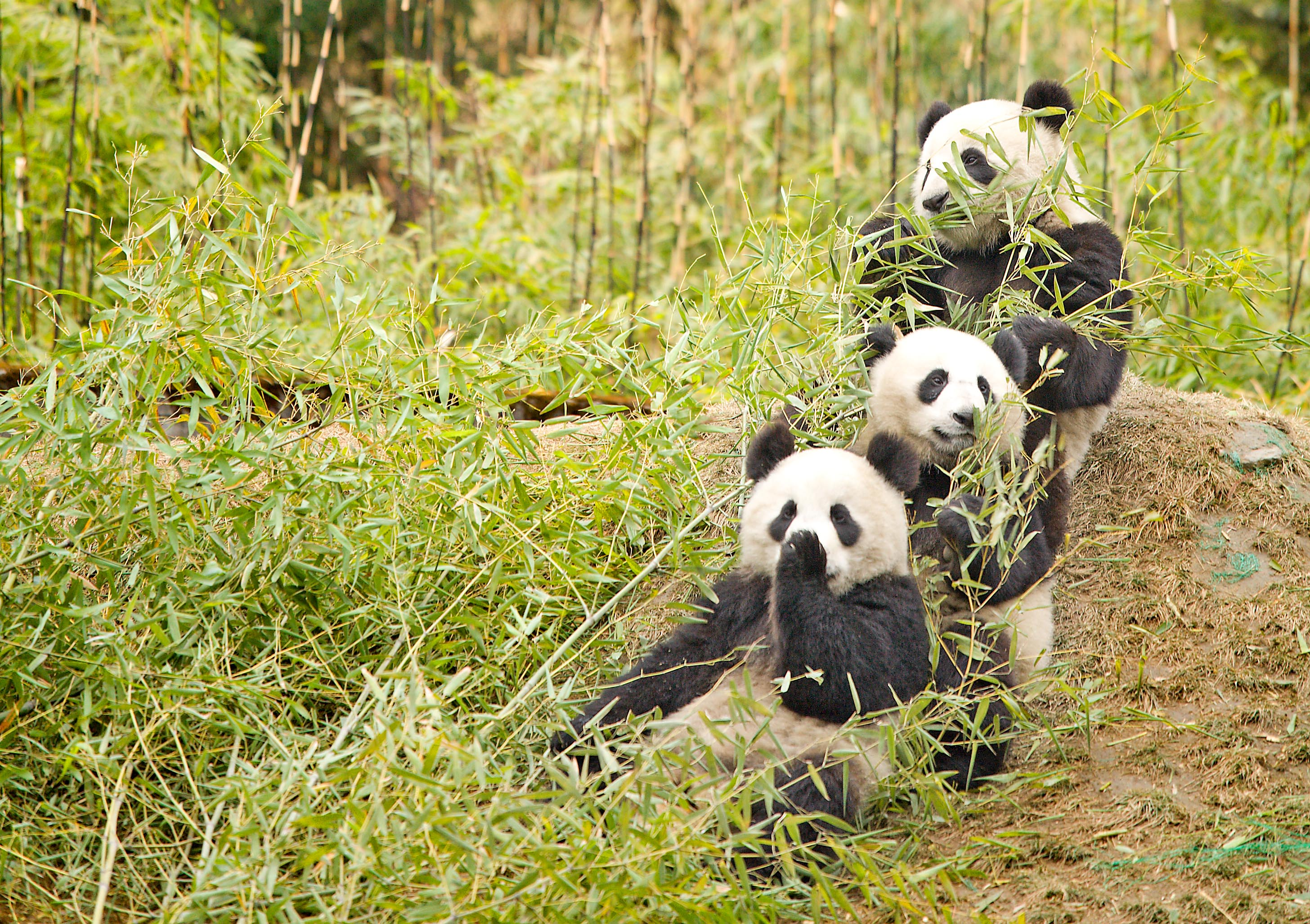
Pandy pojídající bambus

I její trávicí ústrojí má stavbu obvyklou spíše pro masožravé zvíře (např. má mnohem kratší a jednodušší střeva než býložravci), unikátní bakteriální mikroflóra ve střevech jí však umožňuje bez problémů tuto těžkou potravu strávit – specifické bakterie rozloží až 95 % bambusové biomasy na jednoduché cukry. Kromě těchto mikro-pomocníků má taktéž extrémně svalnaté stěny žaludku, díky čemuž potravu snadněji stráví, a střevo má pokryté silnou vrstvou hlenu, čímž je dostatečně ochráněno před tvrdou a ostrou dřevnatou potravou. Bambus je ale natolik nízkokalorická potrava, že se jím krmí prakticky celý den; v průběhu jednoho dne pozře více než 10, 20, 30, 40 nebo až 60 kg potravy (cca 15 % její tělesné hmotnosti, v závislosti na tom, o kterou část bambusu se jedná – např. 13 až 15 kg bambusových listů a stonků denně nebo 44 kg výhonků denně) a stravuje se zhruba 10 až 16 hodin. Výjimečně dokáže pozřít údajně až 3 000 bambusových stonků denně (tj. cca dva až tři za minutu). Zároveň i často vyměšuje, údajně až 50krát za den, přičemž vyprodukuje 10–20 kg trusu (tedy až 100 bobků denně). Pomocí výkalů odborníci odhadují populaci pand a dokonce lze z jejich trusu rozpoznat, který k jakému medvědovi patří. Při konzumaci potravy zaujímá panda pozici v sedě či pololeže, takže má přední tlapy volné a může pohodlně uchopovat bambusové stonky. Při žvýkání se jí třesou uši. Trvá asi 8–11 hodin než potrava projde trávicím traktem, přičemž asi jen pětinu (17–20 %) z ní její organismus využije.
Ovšem po odborné stránce je všežravcem, neboť je známo, že se živí i vejci a masem; drobnými hlodavci, pišťuchami, rybami, nepohrdne ani zdechlinami a spolu s bambusem konzumuje také nějaký ten hmyz. Jsou to pro ni nezbytné zdroje bílkovin. V přírodě však maso požírá pouze výjimečně, neboť není dostatečně rychlá a vytrvalá, aby dokázala něco ulovit. Byly též pozorovány pandy, které seškrabávaly kůru některých jehličnanů a krmily se šťavnatým lýkem, nebo také medem.
K životu potřebují také vodu. Tu sice získávají ze samotného bambusu, který funguje jako rezervoár – během období dešťů shromažďuje velké množství vody ve svých oddencích a stoncích a obsahuje tak 50 % a v případě výhonků až 90 % vody, ale pijí také sladkou vodu z řek, potoků nebo z tajícího sněhu.
Na rozdíl od jiných medvědů se neukládá k zimnímu spánku, neboť si nedokáže vytvořit dostatečné zásoby tuku. Aktivní je i při teplotách pod bodem mrazu (0 °C).
Šestiměsíční studie zveřejněná v roce 2014, provedená v jednom čínském centru, ukázala, že pandy mají slabost pro cukr. Když jim byla nabídnuta miska s obyčejnou pitnou vodou a miska s vodou a přírodními cukry, preferovaly misku s cukrovými roztoky.
Další výzkumy naznačují, že pandy se spoléhají na prostorovou paměť, což znamená, že mohou být náchylnější na změnu svého prostředí, a tedy na náhlou změnu nebo náhlý přesun potravních zdrojů.

### Odolnost vůči toxicitě
Prostřednictvím stravy dospělá panda denně vstřebá odhadem až 66 mg kyanidu. Vyvinuly se však u ní antitoxické mechanismy, které ji chrání. Přibližně 65–80 % kyanidu je metabolizováno na méně toxický thiokyanát a vyloučeno močí, zbytek absorbovaného kyanidu je detoxikován jinými, méně významnými cestami.  V „odolnosti“ ji pomáhá i samotný jazyk, který se postupem evoluce, tedy od chvíle, kdy panda přešla na výhradně rostlinnou stravu, stal vnímavější na hořkou pachuť, což ji pomáhá odlišit obzvláště jedovatý druh bambusu.

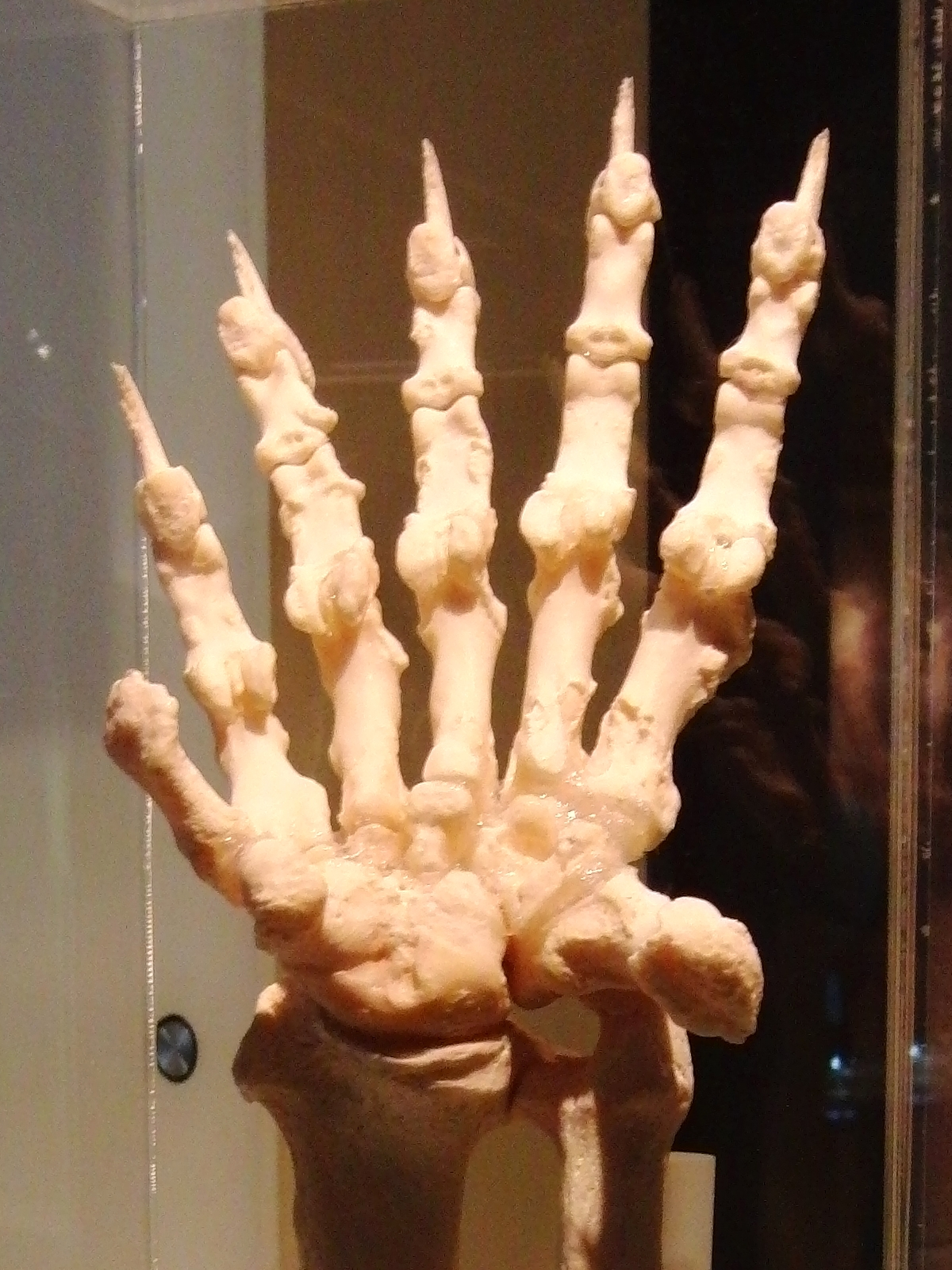
Přední tlapa pandy velké s patrným šestým pomocným „palcem“

### „Palec“
Pandí tlapa je velmi neobvyklá; s „palcem“ a pěti prsty. „Palec“ je ve skutečnosti modifikovaná kost zápěstí, tzv. radiální sezamoid. Z hlediska stravování jsou přední tlapy pandy doslova předurčeny k jejímu způsobu života, neboť dokáže s bambusem velmi obratně manipulovat (šikovně si jej přidržuje i loupe). Stephen Jay Gould o této skutečnosti napsal pojednání Pandin palec (The Panda's Thumb). Tento nepravý palec vznikl dle nových poznatků již u evolučních předků pandy velké v průběhu pozdního miocénu, asi před 6 až 7 miliony let.

### Potenciál pandího trusu
Výzkum pandího trusu ukázal, že se v něm nachází mikroby, které účinně odbourávají bambusovou biomasu – přeměňují rostlinný odpad na biopalivo. A tyto mikroby by mohly být řešením při hledání nových udržitelných zdrojů energie a pohánět ekologická vozidla budoucnosti. Biopaliva vyráběná z kukuřice, sóji a dalších jedlých plodin vzbuzují obavy z jejich možného dopadu na dodávky potravin a jejich cen. Někteří odborníci také tvrdí, že mohou v konečném důsledku produkovat ještě více emisí uhlíku než ropa (fosilní palivo). Odpadní rostlinný materiál, jako jsou např. kukuřičné klasy, je již dlouho považován za bohatý, obnovitelný zdroj surovin pro výrobu biopaliv. Aby se však celulózová biopaliva hodnotně využila, je třeba ji účinně a šetrně přeměnit na etanol (alkohol), k čemuž by právě mohly posloužit specifické bakterie z pandího střeva.

### Strava v zajetí
V zajetí je strava pand o poznání bohatší. Kromě bambusu se může skládat z vajec, ryb, cukrové třtiny, rýžové kaše, speciálních sušenek s vysokým obsahem vlákniny, mrkve, jablek, melounů, banánů, medu, sladkých brambor nebo dýně.

## Komunikace, rozmnožování a dožití
Panda velká žije samotářským způsobem života, samci a samice se tak setkávají zpravidla jen při námluvách, v období od března do května. K životu o samotě se přizpůsobila zejména proto, že konfrontace s jinými jedinci může být náročná a vyčerpávající, a navíc zabírá čas, který by mohla věnovat konzumaci potravy. Z tohoto důvodu není ani kdovíjak teritoriální a agresivní. Pohybuje se pouze na poměrně skromném území o velikosti 4–6,5 km2, ale často i ještě menším.

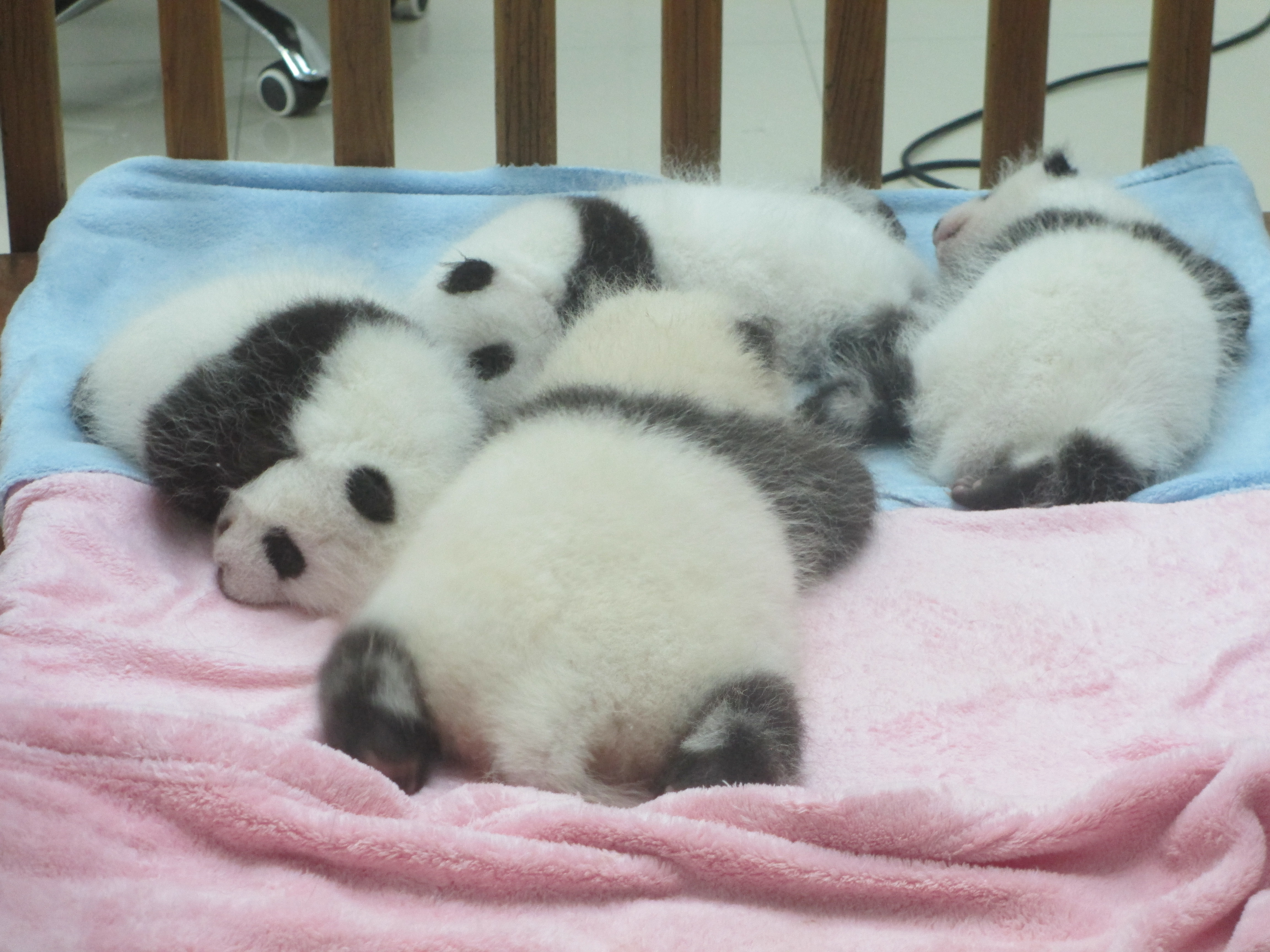
Mláďata pandy velké

Pandy se dorozumívají pomocí vokalizace a pachových značek v podobě otírání a škrábanců na stromech, na které následně močí a vyměšují žlázy umístěné pod ocasem (viz perianální žlázy). Obzvláště samci zkoumají samičí moč, protože z ní dokážou vycítit nachází-li se v říji, ale i jiné důležité podněty. Odér je poměrně silný, člověk jej ucítí už z jednoho metru, ale pandí čich je mnohem citlivější. Co se vokalizace týče, panda obvykle bručí nebo mručí, ale vydává více než 10 různých zvuků, nejvíce v období rozmnožování, přičemž výška a frekvence se může lišit s průběhem různých fází námluv. Nedokáže vydávat hlasitý řev, jako to umí někteří velcí medvědi. Jedním z nejcharakterističtějších hlasových projevů pandy je „bečení“, tedy zvuk podobný jehňátku nebo kůzleti, a jde o přátelský pozdrav. Mezi další hlasové projevy patří např. troubení, funění, vrčení, štěkání i vytí. Mláďata se mohou ozývat kvákáním a pištěním.
Před pářením se samec dvoří a všude samici doprovází. Samotná kopulace je krátkodobá (od 30 sekund do pěti minut), ale opakovaná v průběhu jednoho až čtyř dnů. Výjimečně trvá i déle; rekordem je 18 minut dlouhá kopulace, která se odehrála v zajetí. Samice pandy velké rodí obvykle jen jednou za dva až tři roky. Schopny reprodukce jsou do stáří 20 let. Samec se na péčí o potomstvo nepodílí.

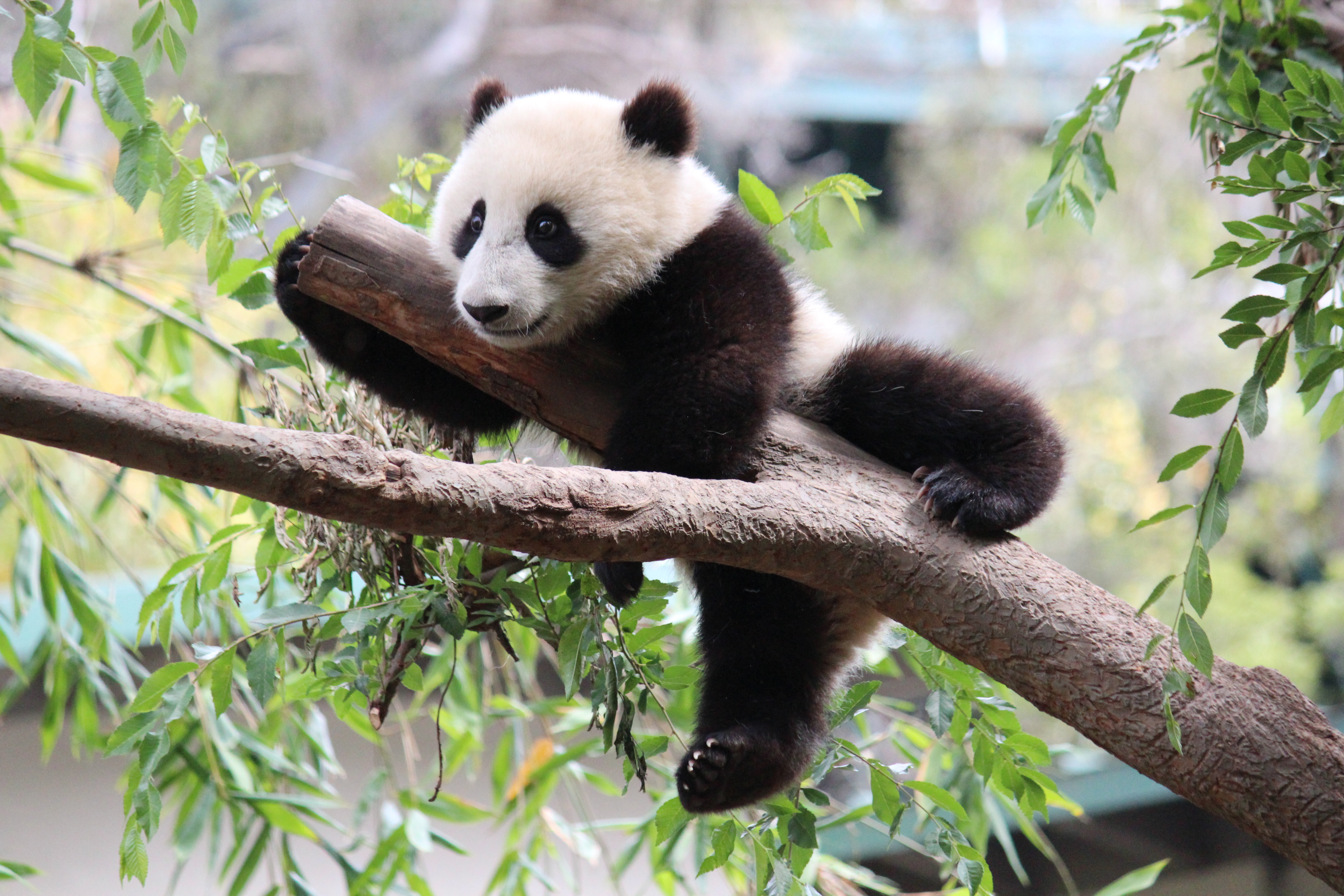
Odrostlejší mládě pandy velké v zoo v San Diegu

Jelikož se embryo vyvíjí velmi rychle, může samice rodit teoreticky už za pouhých 45 dní, ale s ohledem na okolní podmínky (resp. v závislosti na délce odložené implantace oplodněného vajíčka v děloze) také až za šest měsíců. Obvykle se uvádí březost 83–163 dní (v průměru 144 +/- 20 dní) , ale podle některých zdrojů může trvat až 181, 184 nebo dokonce 200 dní. K časové prodlevě dochází proto, aby se mládě narodilo v příhodnou dobu, kdy jsou bambusové listy nejbohatší na živiny. Porodí tak obvykle v srpnu nebo září, případně až na začátku nového roku. Samice rodí v noře (v jeskyni či v dutém kmeni stromu) o průměru asi jeden metr, která musí být dostatečně prostorná, aby v ní mohla sedět a kojit. Doupě bývá umístěné v blízkosti vody, pravděpodobně proto, aby mládě nebylo dlouhou dobu bez dozoru, když se matka potřebuje napít. Narodit se mohou až tři medvíďata, ale zřídkakdy přežije více než jedno. Kvůli nepříliš vydatné bambusové stravě samice nenačerpá dost energie k tvorbě mléka a nedokáže tak všechny dostatečně nasytit. Po porodu samice až měsíc nepozře žádnou potravu a věnuje se pouze péči o zranitelné mládě. Aby ho udržela v teple, zahřívá jej třeba i tak, že na něho dýchá teplý vzduch.
Novorozenec pandy váží zhruba 900krát méně než jeho matka, kolem 100 gramů (asi 85–140 g, cca 0,1 % váhy samice). Panda velká tak rodí jedny z nejmenších mláďat mezi placentálními savci. Vývoj je v prvních měsících pomalý. Novorozeně je slepé, růžové a porostlé velmi jemnou srstí. Kojeno je až 14krát denně, jedno krmení probíhá i půl hodiny. V prvních týdnech jej matka pečlivě olizuje, čímž ho povzbuzuje k močení a vyprázdnění. Ve věku 21–45 dnů otvírá oči. Do dvou měsíců je již mládě plně vybarvené s typickým vzorováním a opouští spolu s matkou bezpečí doupěte. Stále ho však matka nosí v tlamě nebo v náručí a 3–4krát denně kojí. K první leč stále vratké chůzi se odváží asi po 75–80 dnech. Asi v šestí měsících, při váze přes 12 kg, pozře už menší množství bambusové stravy, ale až do téměř jednoho roku je pro něho primární potravou matčino mléko (k plné a bezproblémové konzumaci bambusu dochází až ve věku 14 měsíců). V jednom roce váží panda asi 45 kilogramů. U matky se drží do stáří 18 měsíců nebo až do svých dvou let, vzácněji i tří let, ale odstavené bývá již v 8.–11. měsíci života.
Pohlavně vyzrálá bývá ve věku čtyř až osmi let, např. podle ARKive, ADW, WWF aj. v rozmezí 5,5–6,5 let. V divoké přírodě se může panda dožít odhadem 10–20 (vzácně možná i 30) let. V zajetí věku ještě vyššího. Nejstarší samec uhynul v roce 2022 v 35 letech, nejstarší samice v roce 2016 v 38 letech. V přepočtu na lidský věk se dožily více než sta let.

## Mezidruhová konkurence

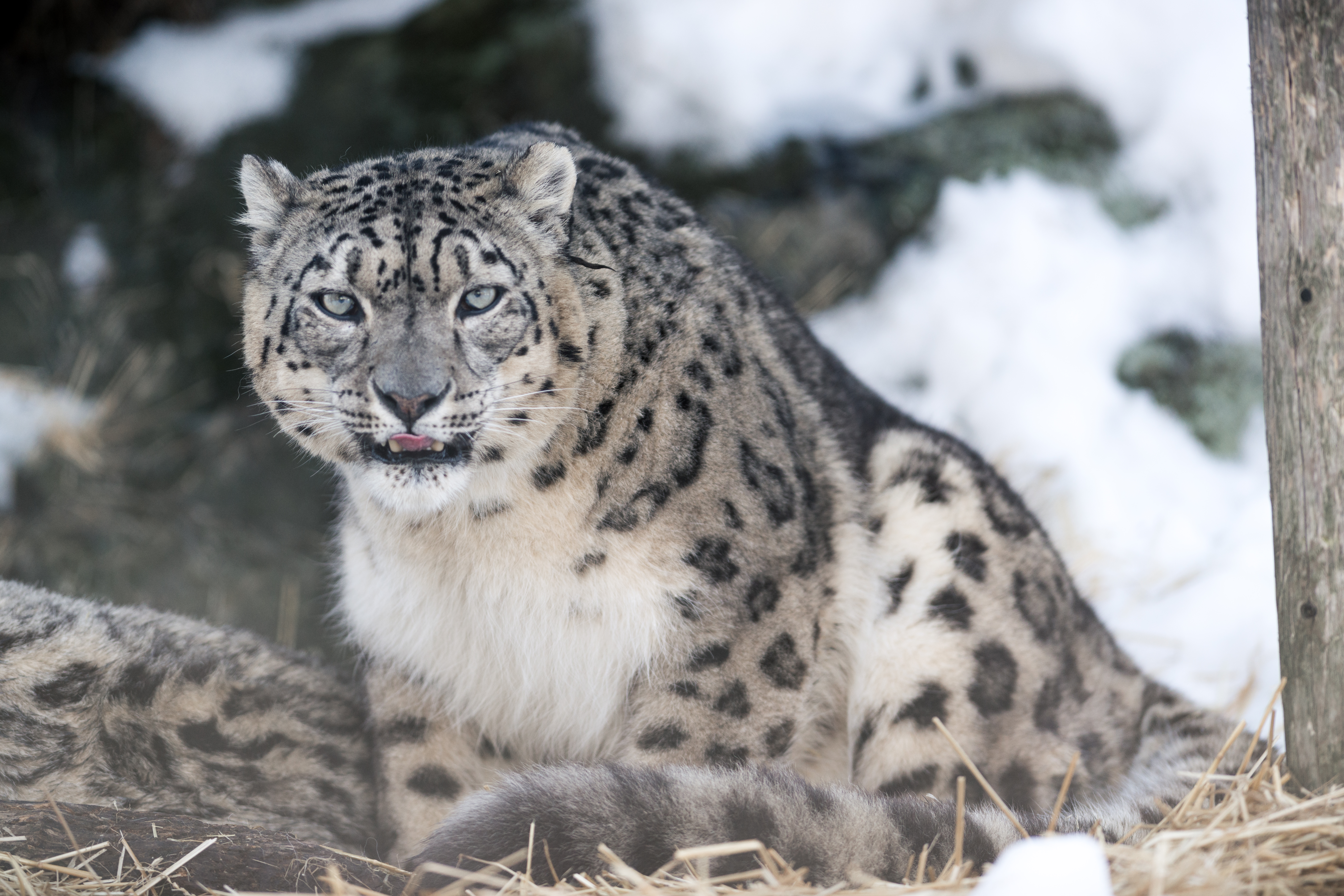
Dospělá panda mnoho přirozených nepřátel nemá, ale mláděte se může zmocnit kupříkladu irbis neboli levhart sněžný

### Přirození predátoři
Ačkoli dospělé pandy velké mají jen málo přirozených predátorů (prakticky žádné nepočítáme-li člověka), jejich mláďata se musí mít na pozoru např. před irbisem (Panthera uncia), charzou žlutohrdlou (Martes flavigula), šakalem (Canis aureus) nebo medvědem ušatým (Ursus thibetanus). Pand do hmotnosti 50 kg se občas zmocní i zdejší poddruhy levharta. Potenciálním predátorem může být ještě vlk obecný (Canis lupus), liška obecná (Vulpes vulpes), kočka Temminckova (Catopuma temminckii) a kočka bengálská (Prionailurus bengalensis). I někteří draví ptáci mohou představovat pro mladé jedince hrozbu. V minulosti mohl pandy ohrozit třeba také dhoul (Cuon alpinus) nebo tygr ussurijský (Panthera tigris altaica), ale obě šelmy byly v oblastech, kde nyní pandy velké žijí, vyhubeny.

### Potravní konkurenti
V Tibetské náhorní plošině pandy velké žijí po boku pand červených (Ailurus fulgens), se kterými sdílejí prakticky identickou stravu – bambus. Konkurují si však jen zřídka, neboť obývají jiná stanoviště, nebo mění své vzorce chování tak, že se krmí v odlišnou dobu. Dalšími možnými potravními konkurenty jsou takin (Budorcas taxicolor), prase divoké (Sus scrofa), goral sečuánský (Naemorhedus griseus) a taktéž medvěd ušatý.

### Invazní nepřátelé
Novou závažnou hrozbu představují volně se pohybující psi. Tam, kde jsou hojní a nacházejí se v blízkosti pandích stanovišť, ohrožují medvědy více než přirození predátoři a jiné běžné komplikace. Zejména pak z toho důvodu, že řada psů byla pozitivně testována na vzteklinu nebo psinku, tedy na virová onemocnění, která mohou ohrozit nebo usmrtit i pandy velké. Volně se pobíhající a zdivočelí psi by proto měli být z přírodních rezervací odstraněni. Zavést by se také měly kastrační a očkovací programy, nebo vzdělávací programy pro místní vesničany, které by se zabývaly hrozbou volně pobíhajících psů a jejich dopadem na symbolické zvíře jejich země. Výzkumy ukazují, že zodpovědné řízení může výrazně snížit ekologický dopad psů v chráněných oblastech.

## Paraziti a nemoci

### Viry a bakterie
V čínské zoo uhynuly dvě pandy velké infikované psím koronavirem z řady RNA virů, vysoce nakažlivým střevním onemocněním. U pandy byly dále zjištěny psinka, psí adenovirus, psí parvovirus či rotavirus.
Co se týče bakterií, byly zjištěny druhy Clostridium perfringens, Clostridium welchii (obě z čeledi Bacillaceae), Escherichia coli, Klebsiella pneumoniae a Proteus mirabilis (shodně z čeledi Enterobacteriaceae).

### Parazité

#### Endoparazité
Ztráta a tedy zúžení biotopu podporuje šíření parazitů, protože se příbuzní i další živočichové pohybují na menším území a snáze se dostanou do kontaktu. Takto se pravděpodobně Baylisascaris schroederi, druh škrkavky z čeledi Ascarididae, přenesl na pandu velkou nejspíš od koček, psů nebo lišek, a zatímco v roce 1990 bylo napadeno 10 % medvědů, v roce 2010 to bylo už 50 % pand. B. schroederi je nyní zodpovědný za mnoho úmrtí volně žijících pand velkých. Tento parazitický červ způsobuje silné krvácení do jater, střev a plic, ale proč je pro pandu velkou tak nebezpečný, není dosud známo.
Sedmiletá samice pandy velké uhynula roku 2014 v zoologické zahradě v čínském městě Čeng-čou poté, co se u ní projevily příznaky gastroenteritidy a respiračního onemocnění. Bylo zjištěno, že příčinou smrti byla toxoplazmóza, onemocnění způsobené nitrobuněčným parazitickým prvokem známým jako kokcidie kočičí (Toxoplasma gondii), který dokáže infikovat většinu teplokrevných zvířat včetně člověka.
Dále byli zjištěni cizopasní červi (helminti) či prvoci Ancylostoma ailuropodae (ž čeledi Ancylostomatidae), Toxascaris seleactis (Ascarididae), Strongyloides sp. (Strongyloididae), Ogmocotyle sikae (Notocotylidae), Cryptosporidium andersoni (Cryptosporidiidae), Enterocytozoon bieneusi (Mikrosporidie), či Sarcocystis sp. (z čeledi Sarcocystidae).

#### Ektoparazité
Larvy mušek a různé druhy blech, klíšťat a jiných roztočů, jako například piják tchajwanský (Dermacentor taiwanensis), klíšť žlutý (Haemaphysalis flava), klíšť dikobrazí (Haemaphysalis hystricis), klíšť dlouhorohý (Haemaphysalis longicornis), klíšť Montgomeryho (Haemaphysalis montgomeryi), klíšť Warburtonův (Haemaphysalis warburtoni), Haemaphysalis aponommoides, Haemaphysalis kitaotai, Haemaphysalis megaspinosa, Haemaphysalis ailuropodae, klíště zrnité (Ixodes granulatus), Ixodes acutitarsus, Ixodes ovatux, Chorioptes panda, Chaetopsylla ailuropodae, Chaetopsylla mikado nebo trudník pandí (Demodex ailuropodae).

### Kazivost zubů
Pandy často trpí na různé zubní abnormality. Aby získaly dostatek energie z bambusu s nízkým obsahem bílkovin, vlákniny a ligninu, musí ho denně zkonzumovat velké množství, takže vyvíjí obrovský tlak na svůj chrup. Nejčastěji je trápí opotřebení a zlomeniny zubů, nebo kazivost. Často zuby i úplně chybí, zejména pak premoláry. Běžný a různě závažný zubní plak a kámen se vyskytuje prakticky u všech medvědů. Ve vzorcích zubního plaku se nacházelo více než 250 bakterií různých druhů (více než 40) i rodů (více než 20). V důsledku závažnějšího parodontálního onemocnění mohou pravděpodobně i uhynout. V trávicím traktu některých pand byly nalezeny příliš velké části bambusu, které kvůli nemocnému chrupu možná nedokázaly lépe rozkousat a tak jim protrhaly střeva, nebo kvůli nim trpěly na vředy.

## Ohrožení, populace a ochrana

### Hrozby
Panda velká se vykazuje poměrně slabou porodností, zejména však v chovných zařízeních. Někdy se uvádí, že i v přírodě, ale podle nových zjištění má míru reprodukce srovnatelnou s jinými druhy medvědů, takže pověst pochází ze zkušeností v zajetí. Ve volné přírodě jsou pandy úspěšnější například proto, že mají „volnou ruku“ při hledání vhodného partnera (řídí se tedy vlastními zkušenostmi a behaviorálními signály) a k dispozici též libovolný počet partnerů, na rozdíl od podmínek v zajetí, kde jim je vybírají chovatelé (z často nízkého, omezeného počtu), kteří usilují o genetickou rozmanitost, a také se musí trefit do krátkého časového období, kdy jsou samice ochotné se pářit a vůbec schopné počít (více viz Chov v zajetí).
Původně byl pro medvědy největší hrozbou lov kvůli velmi cenné kožešině a to vysokým trestům navzdory, neboť např. v Japonsku měla v polovině 90. let minulého století kožešina pandy hodnotu až 176 000 amerických dolarů. V současné době je populace ohrožena zejména v důsledku ničení pandího habitatu, tzn. přeměny původních lesů na zemědělskou půdu, nebo kvůli těžbě dřeva, budování přehrad, dálnic a dalším rozvojovým projektům. Mezi lety 1950 až 2004 přišla Čína o více než 30 % zalesněných oblastí, což se shodovalo s prudkým poklesem pandí populace. Vedle degradace biotopů lidskou činností jsou pandy velké ohroženy i přírodními katastrofami, zejména  seismickou aktivitou, neboť obývají areál nacházející se na tektonicky dosti nestabilním východním okraji Tibetské náhorní plošiny. K silnému zemětřesení o síle 8 stupňů došlo kupříkladu v Sečuánu v roce 2008, které zabilo více než 69 000 lidí a poničilo 23 % medvědího habitatu, což se dotklo asi 60 % pand žijících v tomto v regionu – několik medvědů uhynulo nebo se zranilo v rezervacích i mimo ně a zdevastován byl především také porost bambusu. Pandy se sice s touto pohromou setkávaly i v minulosti, ale díky vyšší stabilitě původních nenarušených biotopů a tedy rozsáhlejšímu areálu nebyly následky přírodních pohrom nikdy tak výrazné. Rovněž nelze opomenout, že u izolovaných málopočetných druhů hrozí nebezpečí příbuzenského křížení a následné ztráty genové rozmanitosti, což může vést ke zvýšenému počtu vývojových vad a onemocnění.
Některé populace pand mohou být vystaveny nebezpečným kovům, jako je měď, nikl, olovo, nebo zinek, které jsou přítomny v bambusu nebo přímo v půdě. Hrozbou se mohou stát i chlorované uhlovodíky a v důsledku toho znečištěné ovzduší v Číně.
Za určitou hrozbu lze považovat též změnu klimatu. Kvůli oteplování může bambus, tedy potrava, na které je panda závislá, postupně vymizet, nebo vyhledávat chladnější prostředí a růst tak v ještě vyšších polohách, daleko od medvědů. Bambus je vytrvalá kvetoucí rostlina se zvláštním, složitým a pomalým životním cyklem. Mnoho druhů bambusu zůstává ve vegetativní fázi po celá desetiletí, po níž následuje hromadné synchronní kvetení a poté odumírání. To znamená, že někteří zástupci těchto rostlin se rozmnožují pouze jednou za 30, 60 i 120 let, a zatímco v minulosti stačilo, aby se zvířata přestěhovala do jiné oblasti, kde by našla jiný druh bambusu, nebo zkrátka takový, který je poživatelný, dnes už mnoho možností nemají. Pokud by tedy docházelo k plošným ztrátám bambusu, nebezpečná by byla i samotná regenerační prodleva těchto rostlin. Ovšem novější výzkum publikovaný v roce 2018 naznačuje, že mnoho původních studií nadhodnotilo proměnu areálů druhu v důsledku změny klimatu, protože považovaly klima za jediný určující faktor a ignorovaly faktory biotické. Čísla ukazují, jak velký úbytek stanovišť se očekává v pohoří Čchin-ling při zohlednění pouze klimatických proměnných – o 49 až 85 % do roku 2100. Pokud se však zohlední i biotické faktory, výsledky hovoří o mnohem menším úbytku stanovišť – v jednom případě dokonce jen o 12 až 34 % do roku 2100, podle IUCN o cca 35 %. Jedním z důvodů je, že nové simulace zohledňují vliv podzemního „oddenkového“ systému bambusových rostlin – podzemního kořenového systému spojujícího jednotlivé rostliny dohromady. Tento systém způsobuje, že se bambusové rostliny uspořádávají do „jedinečného shluku“, díky čemuž by mohly být méně náchylné vůči nárůstu teploty. Výsledky této nové studie se tedy zásadně liší a její autoři doporučují, aby se vědci zaměřili zejména na ochranu před antropogenními zásahy, které prokazatelně ničí životní prostředí pand, a aby již nedocházelo k nevhodným doporučením, kvůli kterým se reálné aktuální hrozby mohou dostat do pozadí.

### Populace
Dle posledního průzkumu (2011–2014) žije ve volné přírodě více než 1 860 medvědů v 33 malých subpopulacích. Připočítáme-li k tomu mláďata do 1,5 roku věku (9,6 %), pak celková populace pand činí přibližně 2000 jedinců. Největší populace se podle Státní správy lesů (2015) vyskytují v pohořích Min-šan, Čchin-ling a Čchiung-laj. Menší, izolovanější populace lze nalézt v pohořích Liang-šan, Ta-siang-ling a Siao-siang-ling. Populace qinlingského poddruhu žijícího pouze v horách Čchin-ling je menší než 350. V roce 2001 byl počet odhadován na pouhých 100 volně žijících jedinců.
V září roku 2016 se posunula v hodnocení IUCN z kategorie ohrožených druhů mezi zranitelné poté, co se od roku 2014 zvýšil počet pand o 17 %. Pandy byly zdokumentovány v mnoha oblastech mimo jejich známý rozsah, včetně zvířete zastřeleného v roce 2015 v provincii Jün-nan, kde nebyly zaznamenány po staletí. V červenci 2021 čínské orgány ochrany přírody oznámily, že pandy velké již nejsou ohroženy (vyhubením). Ačkoli je pand stále velmi málo, dosavadní opatření jsou úspěšná; okolo roku 1970 přežívalo asi jen 1 000 medvědů, přičemž původně, před vlivem člověka, žilo ve východní Asii asi okolo 100 000 pand.

### Ochrana

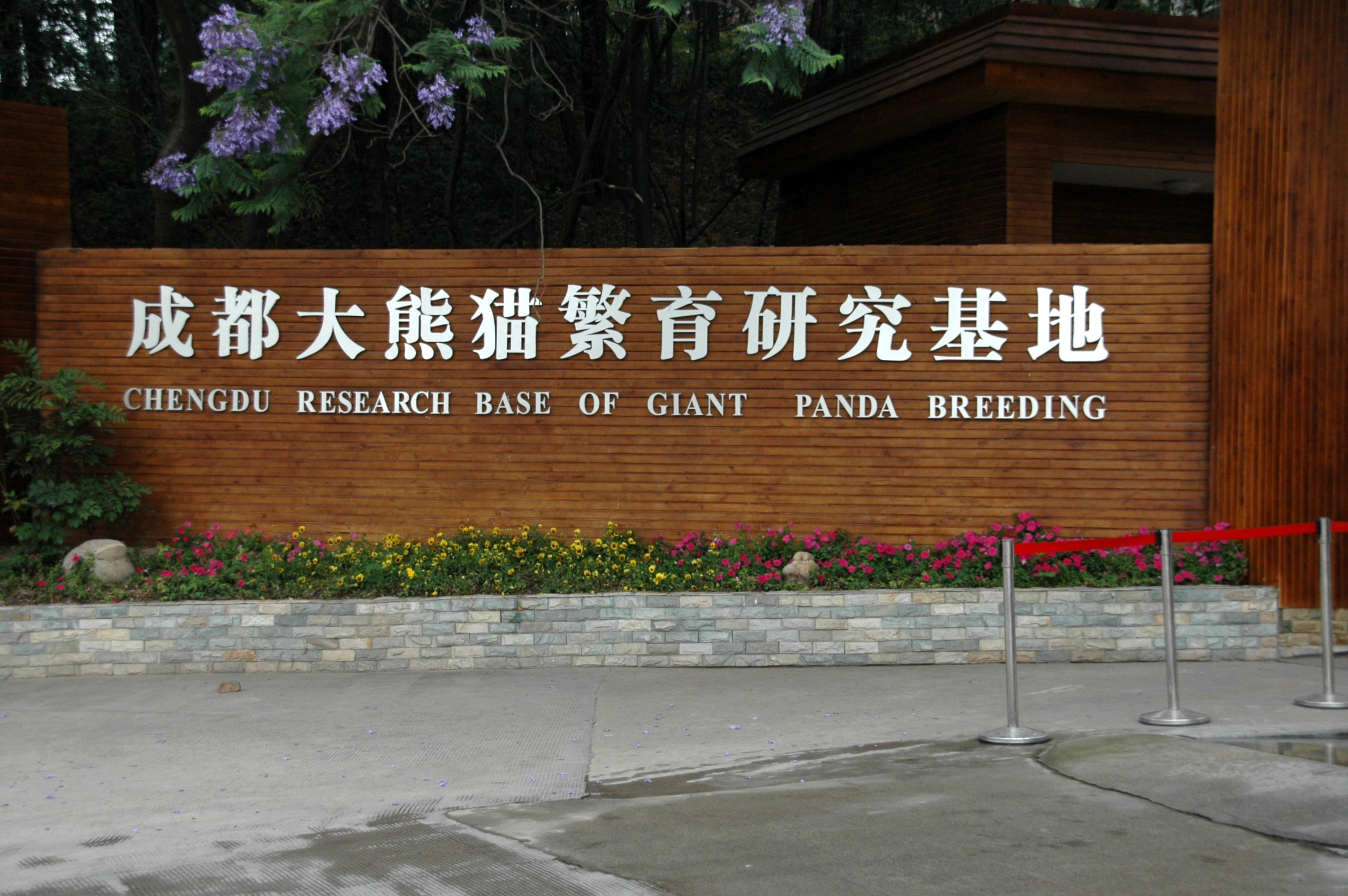
Chovatelské a výzkumné centrum v Čcheng-tu v provincii Sečuán

Panda velká se nachází v CITES (od roku 1984), v příloze I., mezi druhy, se kterými je veškerý mezinárodní obchod zakázán. Podle čínského zákona na ochranu přírody z roku 1988 je zařazena také do kategorie I. (tj. maximální stupeň ochrany). Na červeném seznamu IUCN je od poslední revize z roku 2016 vedena v kategorii zranitelný druh (VU – vulnerable).

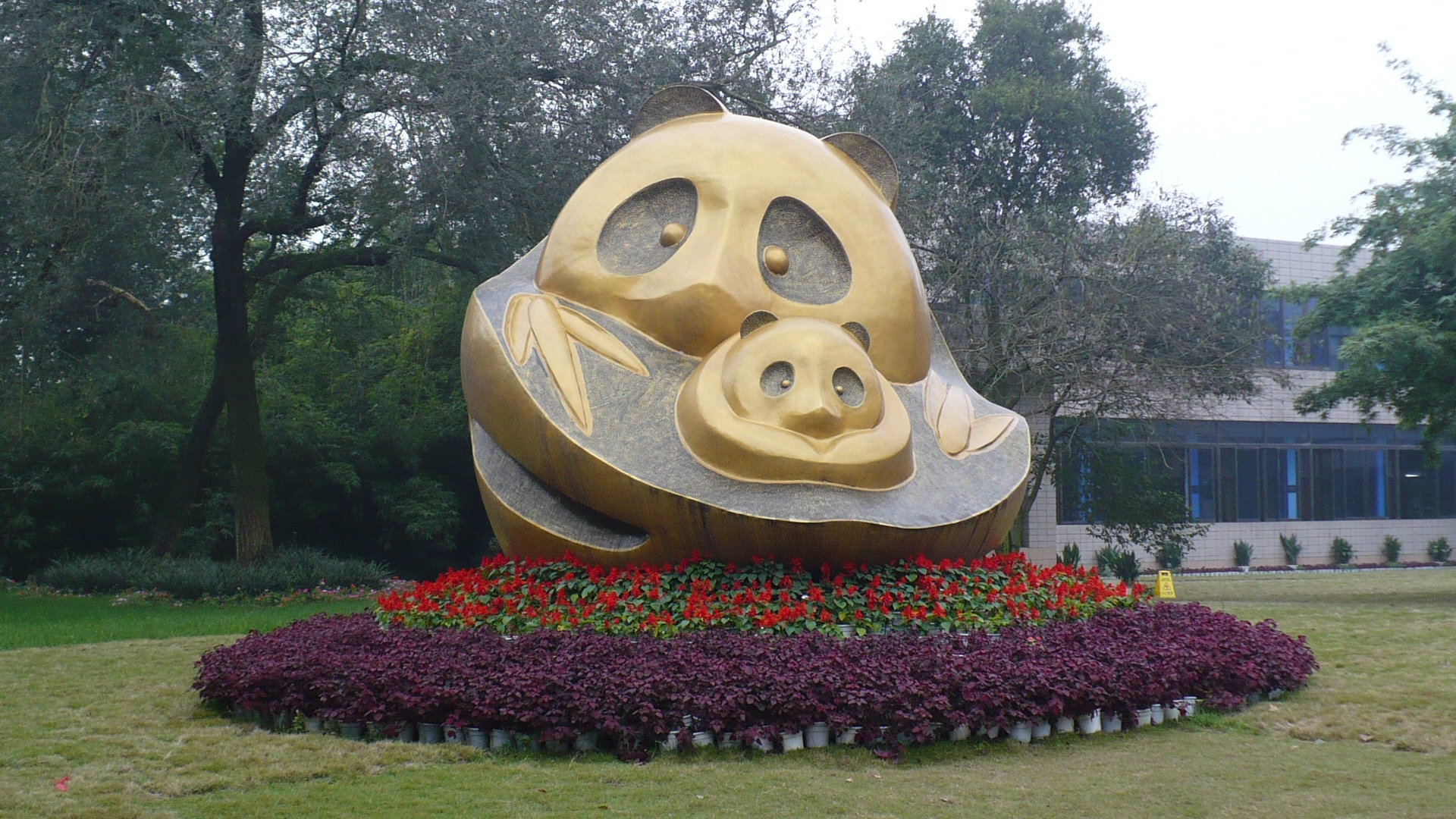
Socha pandy velké na pozemku výzkumné stanice v Čcheng-tu

První lesní rezervace na ochranu pand byly založeny v letech 1963 a 1964 (Wo-lung a Wanglang) a postupně přibývaly další. V roce 1989 Ministerstvo lesnictví Čínské lidové republiky (dnes Státní správa lesů) a Světový fond na ochranu přírody (WWF) vytvořily společný plán péče pro pandu velkou, jenž byl v roce 1992 přijat jako oficiální dokument čínskou vládou a stal se podkladem pro současné ochranářské aktivity. K roku 2005 čínská vláda s pomocí WWF zřídila více než 50 přísně střežených rezervací, které chrání více než 10 400 km2 a tedy více než 45 % zbývajících stanovišť pandy velké. K roku 2016 přibylo dalších 17 (celkem 67). Všechny chráněné rezervace dohromady zabírají 3,8 milionu akrů půdy. Nadále však v oblastech bez úřední ochrany přebývá asi jedna třetina celkové pandí populace. Mezi rezervace s významnou populací pandy velké patří například přírodní rezervace Wo-lung na západě provincie Sečuánu. Od roku 2006 je síť sedmi přírodních rezervací a devíti přírodních parků v Sečuánu o rozloze  9 245 km2 zařazena do světového dědictví UNESCO jako Útočiště pandy velké v Sečuánu.
Světový fond na ochranu přírody spolupracuje s Čínou už od roku 1979. Společně se podílí nejen na zřizování pandích rezervací, ale i na omezení lidské činnosti v klíčových biotopech pand, monitorování pand z hlediska nelegální činnosti, vytváření osvětových kampaní, na spolupráci s místními komunitami a dalším vzdělávání v oblasti ochrany přírody.
Od 90. let 20. století navázala čínská centra pro ochranu pand spolupráci se 16 zoologickými zahradami ve 14 zemích a vytvořila tak největší globální síť pro výzkum pand velkých. Kromě ochranářských opatření, lékařských poznatků a informací o chovu je cílem také poskytovat veřejnosti znalosti o pandách a jejich způsobu života. V zájmu dlouhodobého zajištění populace ohrožených medvědů Čína též zapůjčuje pandy velké partnerským institucím (více viz Pandí diplomacie).
Ochrana pand je finančně velmi náročná a proto někteří ochránci přírody, jako třeba britský přírodovědec Chris Packham, nesouhlasí s množstvím peněž, které je pravidelně určeno pouze pro ně. Podle něj je kupříkladu rozsáhlý chov pand v zajetí prakticky zbytečný, neboť není dostatek vhodných lokalit, kam by je bylo možné do budoucna umístit. Přes obrovské úsilí a vynaložené prostředky se vědcům nedaří pro ně zajistit dostatečně rozlehlé prostředí, kde by mohly žít. Například ze sečuánské rezervace bylo mezi lety 1983 a 2013 vypuštěno do přírody pouze 10 pand velkých, z nichž přežily dvě. Studie z roku 2015 však poukazuje na skutečnost, že panda velká může sloužit jako zastřešující druh, protože např. ochrana jejího stanoviště pomáhá také dalším endemickým druhům v Číně – jde až o 70 % lesních ptáků, 70 % savců a více než 30 % obojživelníků. Zapomíná se však na některé větší ohrožené šelmy, jako je irbis, vlk či dhoul, kterým management na ochranu pandy nepomáhá (mají mj. diametrálně odlišné potřeby, zejména co se stanovišť týče), takže nadále přicházejí o životní prostor a jejich populace klesají.
Aby se zlepšily podmínky pro život roztříštěných populací pand a zamezilo se příbuzenskému křížení a tedy nízké genetické rozmanitosti v jednotlivých populacích, je od roku 2020 všech téměř 70 přírodních rezervací postupně propojeno přírodními koridory, čímž vznikne velký Národní park pandy velké (angl. Giant Panda National Park). Bude zahrnovat i národní přírodní rezervaci Wo-lung a svou rozlohou bude zhruba třikrát větší než Yellowstonský národní park ve Spojených státech amerických. Podle vyjádření z roku 2018 si jeho vybudování vyžádá v přepočtu 1,5 mld. amerických dolarů (10 mld. čínských jüanů). V rámci realizace bylo přesídleno z vesnic více než 100 000 lidí a vyřazeny z provozu doly či silnice. Rozšíření národního parku dává medvědům možnost volněji se pohybovat, získat přístup k novým biotopům a pářit se s větším množstvím partnerů, což přispívá k odolnosti jejich potomků. Vzhledem k tomu, že se v oblastech vyskytuje nejméně také 3 446 druhů rostlin a celkem 641 známých druhů obratlovců, byla ochrana této biologické rozmanitosti dalším významným zájmem při jeho zřizování.
Čína to s ochranou této ikonické šelmy myslí velmi vážně. Tomu odpovídá i přísné trestní měřítko, kdy za úmyslné usmrcení zvířete hrozil viníkovi i trest smrti. Například ještě v roce 1993 byli dva muži odsouzeni k trestu smrti za pašování tří pandích kůží. Pod současným čínským trestním zákoníkem je za zabití pandy (nebo obchodování s ní) uložena stále přísná, avšak mírnější sankce – minimálně deset let vězení (spolu s pokutou nebo konfiskací majetku) a vzácněji doživotí. Nicméně za obzvláště závažné trestné činy pravděpodobně stále může hrozit trest smrti.

## Vztah s lidmi

### Pandy velké v historii
Prvním zmínky o záhadném bílém tvorovi, pravděpodobně pandě, se v písemných materiálech objevují z doby před 3000 lety, avšak první doložený záznam o tomto živočichovi pochází z doby kolem roku 621 n. l., kdy v Číně vládla dynastie Tchang. Už v minulosti byly pandy považovány za vzácné a vznešené tvory, protože obývají odlehlé oblasti a také kvůli jejich klidné povaze. Na rozdíl od mnoha jiných zvířat se v dobách starověké Číny u pand zřídkakdy předpokládalo, že mají medicínský potenciál. Mezi několik málo známých způsobů využití patří používání pandí moči sečuánskými kmeny k rozpouštění náhodně spolknutých jehel a jiných kovových předmětů, nebo používání velmi ceněných pandích kůží ke kontrole nebo ovládnutí menstruace, jak je popsáno v prvním dochovaném čínském slovníku Erya z doby dynastie Čchin.  Za dynastie Ming se věřilo, že pandí kožich dokáže zahnat mor nebo zabránit růstu nádorů.

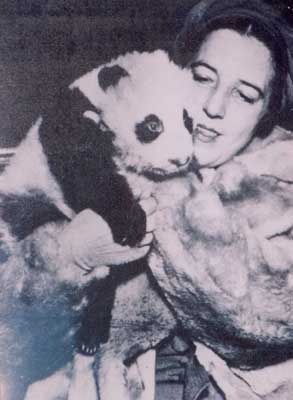
Módní návrhářka Ruth Harknessová s mládětem pandy velké, které se dostalo až do Spojených států

V 19. století západní mocnosti naléhaly na Čínu, aby do země vpustila větší počet cizinců a umožnila jim provést různé výzkumné expedice, které by přinesly vědě poznatky o velkém množství dosud neznámých rostlin a živočichů. Západ se tak poprvé seznámil s pandou velkou v roce 1869, díky popisu francouzského jezuity a misionáře Armanda Davida, který se dostal ke kůžím dospělé i mladé pandy od jednoho lovce. V roce 1901 navrhl britský zoolog Edwin Ray Lankester název „great panda“ (v překladu „panda velká“), aby byla tato panda odlišena od pandy červené. Žádný Evropan nepozoroval živou pandu velkou ve volné přírodě až do expedice německého cestovatele Waltera Stötznera v letech 1913–1915. Dalším známým člověkem, který viděl živou pandu velkou, byl německý zoolog Hugo Weigold, který v roce 1916 zakoupil jedno pandí mládě. Kermit Roosevelt a Theodore Roosevelt mladší se stali prvními lidmi ze západu, kteří zastřelili pandu, a to na expedici ve 20. letech 20. století. V roce 1936 se módní návrhářka Ruth Harknessová stala prvním člověkem, který přivezl živou pandu velkou až do Spojených států amerických. Malé roztomilé medvídě se jménem Su-Lin zde vyvolalo naprostou senzaci a bylo nakonec umístěno do brookfieldské zoo v Chicagu, kde však o rok později uhynulo. V letech 1937 a 1938 americký bankéř a přírodovědec Floyd Tangier Smith odchytil a dopravil do Londýna čtyři pandy velké (dle jiných zdrojů celkem šest), které do země přicestovaly na palubě lodi SS Antenor a byly umístěny do londýnské zoo. Jedna z těchto pand, která se udržela na živu pouze několik dní, byla vypreparována a prodána městskému muzeu v Leedsu (Leeds City Museum), kde je v současnosti vystavena pro veřejnost. Lebku další z nich, pandy jménem Ming, má k dispozici charitativní organizace Royal College of Surgeons of England (RCS England).
Panda se stala čínským kulturním symbolem a její lov byl komplexně zakázán v roce 1962, přičemž první právní ochrany před odchytem se dočkala již v roce 1938 a to v provincii Sečuán.

#### Pandí diplomacie
Již za dynastie Tchang (v letech 618–907) císařovna Wu Ce-tchien věnovala Japonsku dvě pandy velké, jako dar dobré vůle, a Čína obnovila tuto diplomatickou tradici v 50. letech 20. století. Zapůjčování pand velkých zoologickým zahradám tvořilo důležitou část diplomacie Čínské lidové republiky, jakož i první kulturní výměny mezi ní a západem. Mezi lety 1958 a 1982 Čína darovala celkem 23 pand devíti různým zemím, např. Spojeným státům americkým, Japonsku nebo tehdejšímu Západnímu Německu. Tyto diplomatické metody mezi socialistickou republikou a dalšími zeměmi brzy získaly označení „pandí diplomacie“.
Od roku 1984 pandy přestaly být používány pro diplomatické účely. Namísto toho začala Čína nabízet zapůjčení pand na několik let, ale jen těm národům, s nimiž má dobré vztahy a pokud splňují požadavky na podmínky chovu. Obvyklé podmínky půjčky činí 1 000 000 $ za rok a ustanovení, že jakékoliv mládě narozené v době půjčky patří Čínské lidové republice. Smlouvy o pronájmu pand se uzavírají na vrcholné vládní úrovni a jsou projevem vzájemného vztahu vybudovaného na konexích, loajalitě, dlouhodobosti a reciprocitě.
V roce 1998 soudní proces vedený WWF podnítil požadavek amerického ministerstva ochrany přírody (U.S. Fish and Wildlife Service), aby americké zoologické zahrady hledaly takové cesty k dovozu pand, které zajistí přesměrování alespoň poloviny částky požadované Čínou do ochrany jejich přirozeného prostředí, a hodlá tak povolovat dovozy pouze v případě, že budou tyto podmínky splněny.
V důsledku válečného konfliktu na Ukrajině probíhajícího od roku 2022 do současnosti a napjatých vztahů mezi Čínou a Západem se mnoho pand chovaných v USA, Evropě nebo Japonsku pravděpodobně vrátí zpět do Číny. Mohou však existovat i jiné důvody, proč se Peking uchyluje k těmto krokům, jako například, že pandy již nejsou ohrožené vyhubením, protože jejich populace stoupá, tudíž už není potřeba větší ochrany, jakož i spolupráce s jinými institucemi.

### Pandy velké v kultuře
Veřejnost si pandu velmi oblíbila, přinejmenším díky tomu, že je na první pohled roztomilá a podobá se živému plyšovému medvídku. Fakt, že je obvykle zobrazována pokojně žvýkající bambus, na rozdíl od lovu, také přispívá jejímu obrazu nevinnosti. 

V čínské kultuře je panda symbolem štěstí, nebo míru a přátelství coby „zvíře spravedlnosti“, které se živí prakticky jen bambusem a neubližuje tak jiným živočichům. Kvůli svému černobílému vzoru je také srovnávána s jin a jang. V knize Šu-ťing, sbírky nejstarších čínských historických pramenů, byla panda popsána jako nepřemožitelné zvíře, statečné a silné jako levhart nebo tygr. Mnoho starověkých válečníků bylo k pandě přirovnáváno a stala se symbolem vítězství. Od druhé poloviny 20. století je panda národním symbolem Číny.

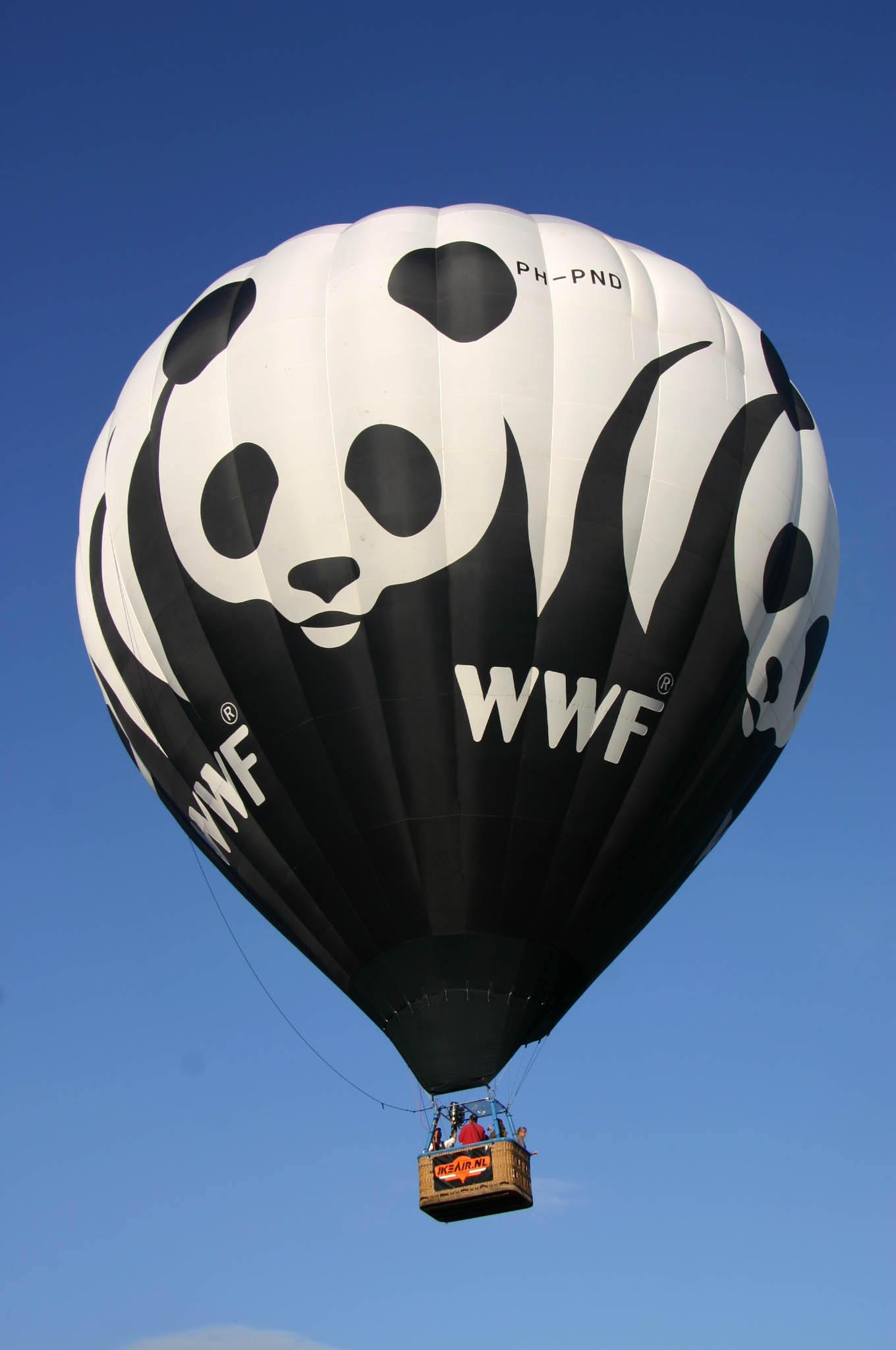
Horkovzdušný balón se symbolem WWF, pandy velké

#### WWF
Panda se stala hlavní postavou Světového fondu na ochranu přírody (World Wildlife Fund, WWF), jehož logo zdobí podobizna pandy od jeho založení v roce 1961 coby symbol všech ohrožených druhů na planetě. Inspirací pro návrh loga byla panda velká jménem Čch'-Čch', která se tentýž rok, kdy organizace vznikla, ocitla v londýnské zoo. Zakladatelé neziskové organizace WWF si byli vědomi potřeby silného, snadno rozpoznatelného znaku, který by překonal všechny jazykové bariéry. Hledali takové zvíře, které je krásné, ohrožené a milované lidmi. Mělo to být černobílé zvíře, aby byli šetrní k životnímu prostředí a ušetřili peníze za tisk. První náčrty vytvořil anglický ekolog a umělec Gerald Watterson a do konečné podoby je dotáhl Sir Peter Scott, jeden ze zakladatelů WWF. O více než 50 let později se černobílá panda stala jedním z nejznámějších symbolů na světě.

#### Fiat Panda?
V roce 1980 představila italská automobilka Fiat model Panda, ale navzdory očekávání není tento původně malý městský vůz, který se dočkal řady generací, pojmenován po robustním nemotorném a ohroženém zvířeti, nýbrž na počest Empandy (či jen Pandy), římské bohyně a patronky cestovatelů.

#### Ve sportu
Panda velká se stala jedním z maskotů na letních olympijských hrách v Pekingu v roce 2008. Byla také jediným hlavním maskotem zimních olympijských her v Pekingu v roce 2022.
V roce 2022 Čína věnovala živé dvě pandy velké Kataru, hostiteli 22. mistrovství světa ve fotbale, na důkaz čínsko-katarského přátelství.

#### Ve filmu
O pandách vznikla řada dokumentárních snímků, jako je např. Panda velká: poslední útočiště (1994), Panda velká (2006), Panda velká (2014), Panda velká: Chov v zajetí (2016) nebo Návrat pand do divočiny (2019).
Z fikcí lze zmínit kupříkladu mangu Ranma ½, kde se jedna z komiksových postav Genma Saotome objevuje jako panda (kvůli magickému prokletí – spadl do jezera utopené pandy), ač je normálně člověkem. Roztomilá panda jménem Po je hlavním hrdinou animované pohádkové tetralogie Kung Fu Panda (viz také Kung Fu Panda 2, Kung Fu Panda 3 a Kung Fu Panda 4).

#### Numizmatika a filatelie
Jako národní poklad Číny je panda zobrazována na čínských zlatých nebo stříbrných mincích. Investiční mince s motivem pandy patří mezi nevyhledávanější na trhu. Nachází se např. na zlaté z roku 2016 v nominální hodnotě 500 čínských jüanů, nebo na stříbrné z roku 2019 s nominální hodnotou 10 čínských jüanů. Zrovna tak ji nalezneme na spoustě poštovních známkách (viz galerie níže).

#### Významné dny
Na 16. března připadá Národní den pandy (angl. National Panda Day).

Panda velká na poštovních známkách (výběr)
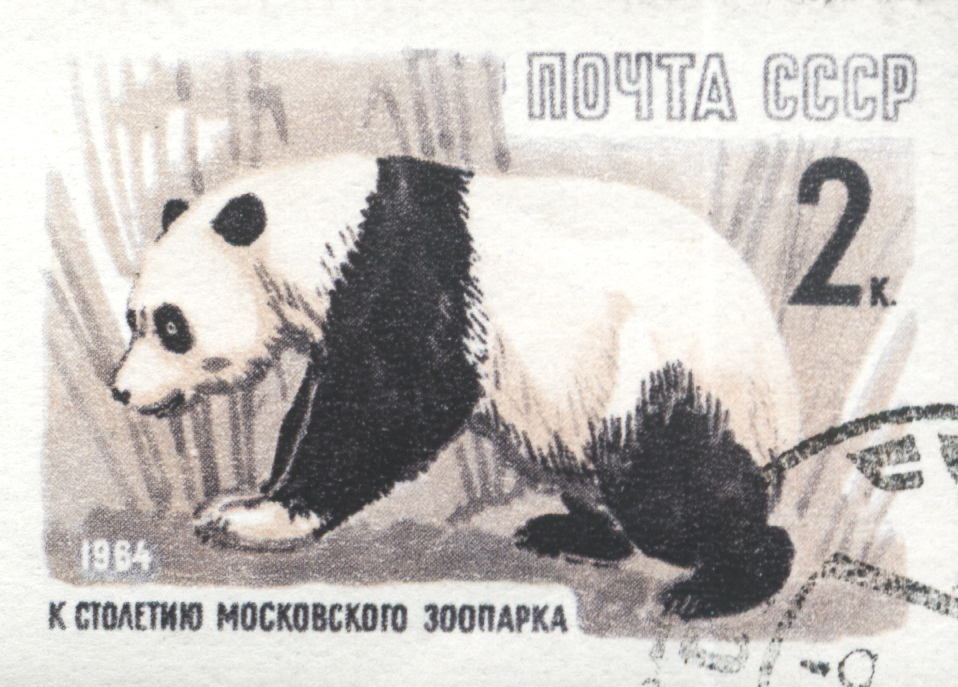
SSSR (1964)
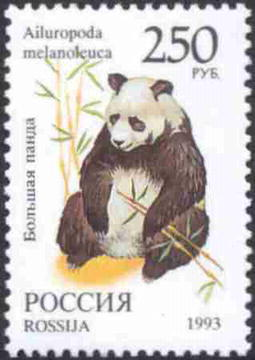
Rusko (1993)
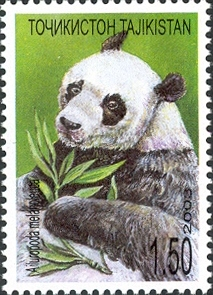
Tádžikistán (2003)
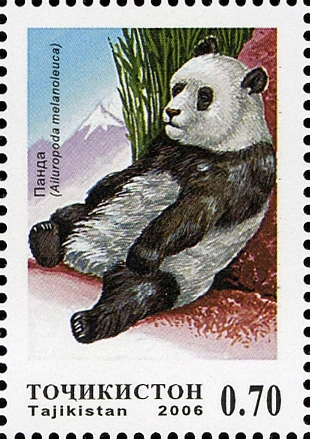
Tádžikistán (2006)
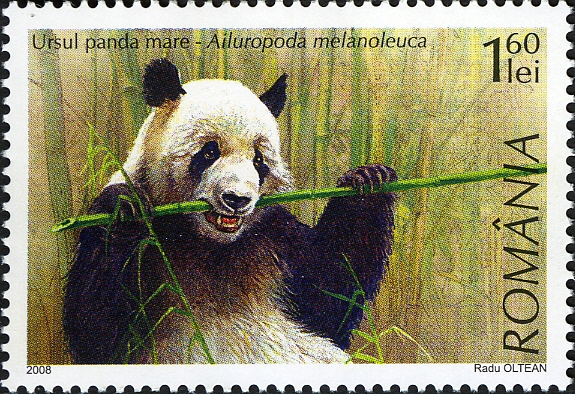
Rumunsko (2008)
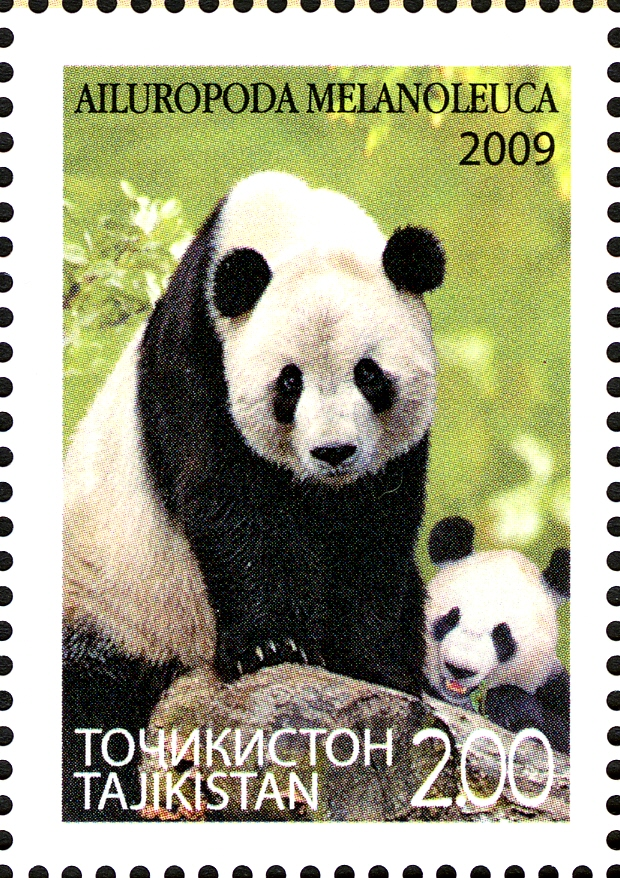
Tádžikistán (2009)
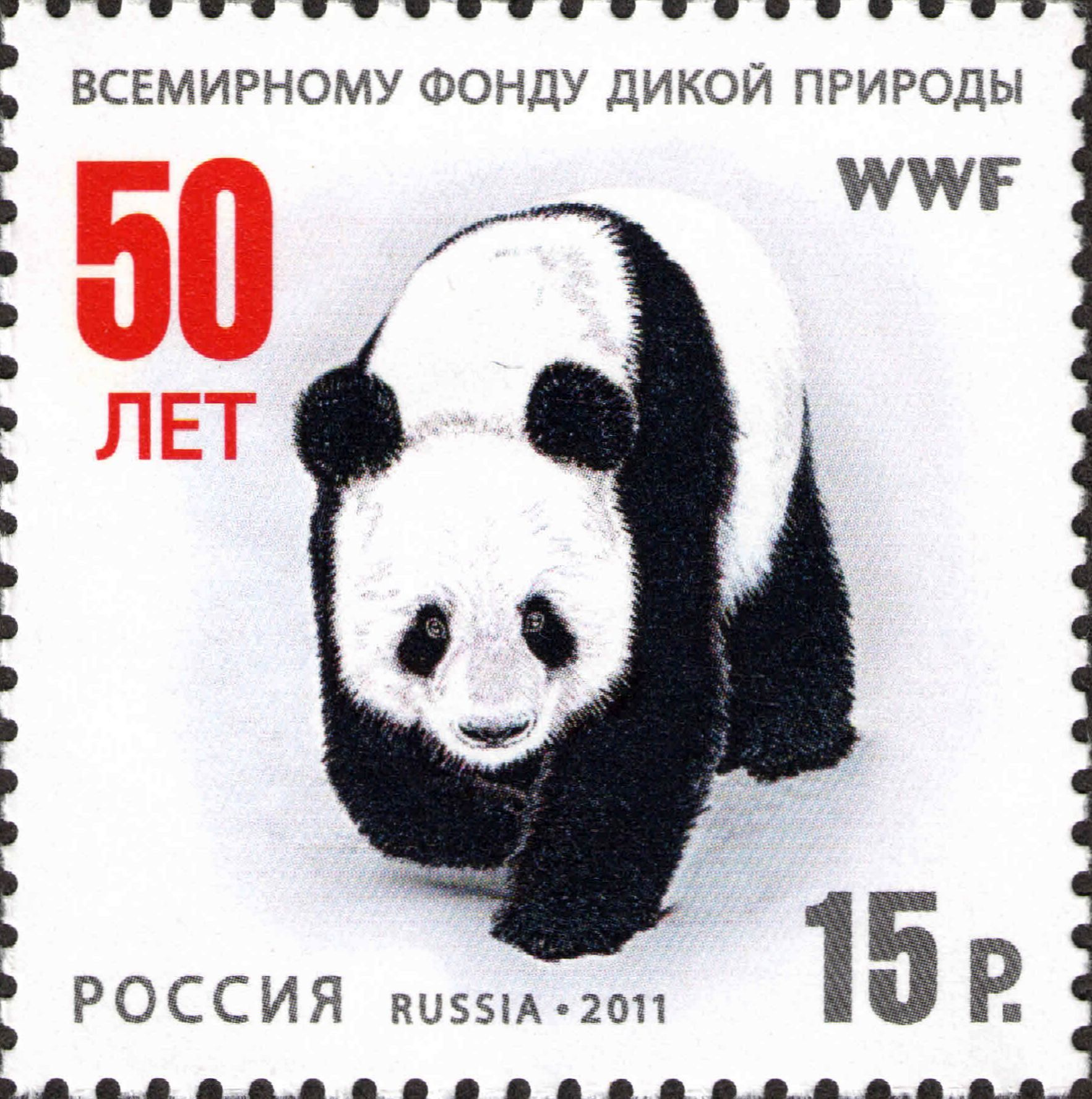
Rusko (2011)
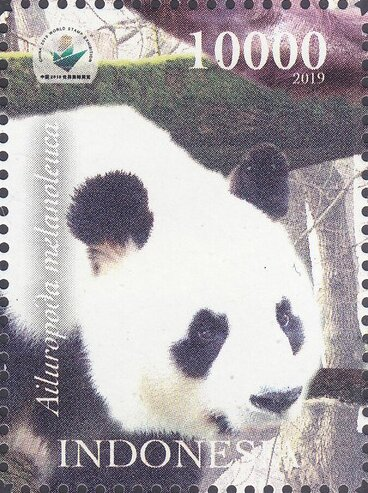
Indonésie (2019)

Panda velká na mincích (výběr)
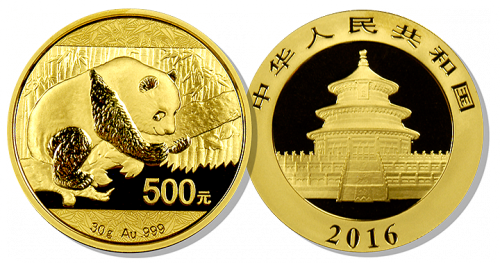
Revers a avers zlaté mince v hodnotě 500 čínských jüanů (2016)

### Chov v zajetí

#### Náročnost chovu
Chov pand velkých v zoologických zahradách je nesmírně politicky i finančně náročný, až rizikový. Kromě ceny za pronájem (za jeden kus si Čína účtuje i kolem jednoho milionu amerických dolarů ročně) je panda nákladná i na stravu a péči. Podle článku v deníku The New York Times stojí chov pandy velké pětkrát více než chov druhého nejdražšího zvířete, slona. Například edinburská zoo ve Skotsku platila jen za bambus, který se dovážel z Francie, až 100 tisíc liber ročně, tedy asi 3,6 milionu korun. Kompletní chov pandy v Edinburghu stojí až 2 miliony liber ročně, což představuje asi 20 % rozpočtu. Americké zoologické zahrady ve Washingtonu, Atlantě, Memphisu a San Diegu utratily za pandy v letech 2000 až 2003 o 33 milionů dolarů víc, než jim tito vzácní medvědi přinesli. Na druhou stranu je panda natolik velkým lákadlem, že znatelně roste návštěvnost institucím chovajících pandu; v případě zoo v belgickém Brugelette (Pairi Daiza) zpočátku i o 40 %, meziročně o 12 %. Edinburské zoo se během dvou let od pořízení páru pand velkých zvýšila návštěvnost o čtyři miliony.

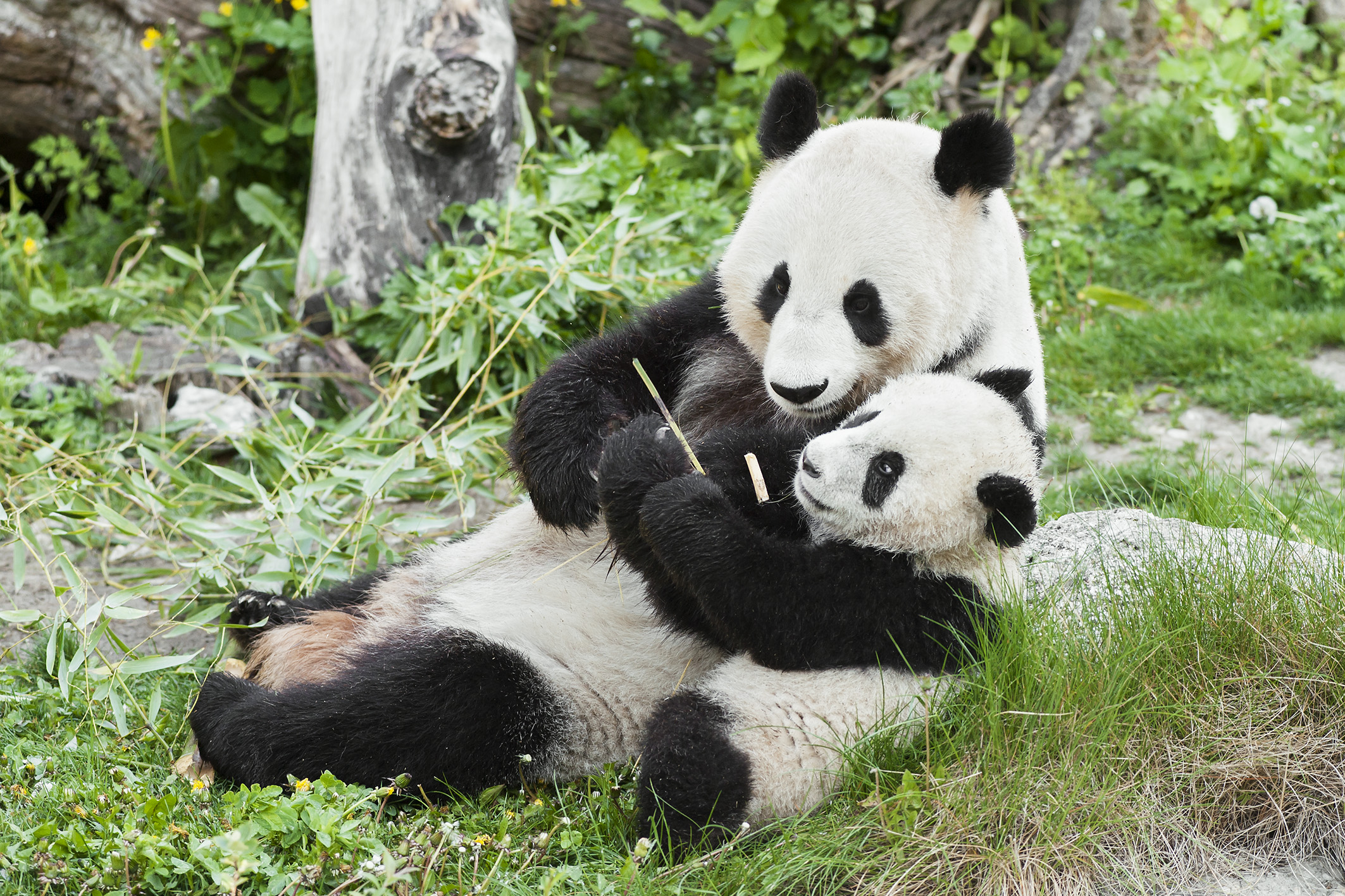
Samice pandy velké se svým prvním potomkem v zoo Schönbrunn

Náročnost chovu dokládají i dosavadní zkušenosti s rozmnožováním, nehledě na to, že k němu dochází jen jednou ročně a ve velmi krátkém intervalu, kdy samice může zabřeznout – cca 12hodinovém v průběhu jednoho dne, v lepším případně nanejvýš tří dnů. Podle některých zdrojů více než 60 % pandích samců v zoologických zahradách neprojevuje vůbec žádnou sexuální touhu. Drtivá většina pandích porodů v zajetí jsou tedy výsledkem umělého oplodnění (více v podkapitole níže). Při výzkumu v chovném centru Wo-lung v letech 1996 až 2000 přišlo do říje na 93 % samic, 72 % samic kopulovalo, ale pouze 51 % z nich rodilo. Celkem dvě třetiny samců (66 %) se pokusilo spářit, ale často neúspěšně, přičemž za většinu neúspěšných pokusů mohlo chování samců. Téměř v polovině případů (50 %) samec na samici nasedl, ale neprovedl kopulaci. Přibližně v jedné třetině případů (33%) samec neměl dostatečnou motivaci či touhu, nebo se projevoval nadměrnou agresivitou (až 20 % případů). V londýnské zoo museli pár pand v důsledku agresivního chování samce dokonce postříkat vodou, aby nedošlo k závažnějšímu poranění.
Samcům byla na zkoušku podávána např. i Viagra (Sildenafil), ale s úspěchem se tato metoda zatím nesetkala. Údajně pozitivnější výsledky přinesla metoda spočívající v tom, že se pandám pouštěla videonahrávka kopulujícího páru jiných pand (tj. audiovizuální přístup), doslova pandí porno. Řada odborníků se však vůči tomu staví skepticky a odmítavě. Považují tuto praktiku za zbytečnou až úsměvnou, obecně nevyužívanou. Například z toho z důvodu, že panda nemá příliš dobrý zrak. Účinnější by pak mohla být spíše jen zvuková nahrávka, nebo třeba rozptýlený pach medvědů typický pro období námluv (směs z moči nebo exkrementů pandy).
Za problémy s rozmnožováním pravděpodobně může i samotná velikost samčího penisu, který je extrémně malý, a nízké dávky spermií. V souvislosti s tím někteří odborníci hovoří o „reprodukčních vadách“.
Pravděpodobně jedním z nejméně pochopených jevů je, že v zajetí prakticky všechny samice pandy velké vychovávají pouze jedno mládě, a když se narodí dvojčata, k čemuž dochází poměrně často (ve více než polovině případů), jedno z nich vždy ponechají svému osudu. Do roku 2018 vychovaly dvojčata pouze dvě samice, ale jen s intenzivní lidskou pomocí. Nicméně umělý chov mláďat znesnadňuje řada komplikací, zejména pak co se týče stravy, neboť pandí mléko se svým složením nepodobá mléku žádného jiného savce, takže jej chovatelé nedokážou plnohodnotně nahradit. Je také obtížné shromáždit dostatečné množství mateřského mléka pandy velké pro kompletní analýzu, nutriční obsah je tak stále z velké části neznámý. Složení samičího mléka se navíc výrazně mění s tím, jak mládě roste, aby si malý medvěd lépe navykl na těžkou bambusovou stravu. A to není u placentálních savců obvyklé. Takové, avšak ještě dramatičtější rozdíly jsou pozorovány hlavně u vačnatců (např. klokanů) a jejich mateřského mléka.

#### Umělé oplodnění
Neochota pand pářit se v zajetí byla tak častá, že se chovatelé uchýlili k asistované reprodukci – inseminaci. K prvním pokusům docházelo už v 80. letech 20. století a dnes je již tato praktika zcela běžná a úspěšná. Například v Číně v průběhu roku 2006 se díky umělému oplodnění narodilo celkem 34 pand, z nichž 30 přežilo. V roce 2009 čínští vědci potvrdili narození prvního mláděte, které se podařilo počít umělým oplodněním pomocí zmrazeného spermatu. Technika zmrazování spermatu v tekutém dusíku byla poprvé vyvinuta v roce 1980 a může výrazně pomoci se zachováním druhu, pokud čerstvé spermie od bezprostředního dárce nejsou dostatečně kvalitní. Podle vědeckého časopisu New Scientist se však samice často nechtějí o mláďata, získaná nepřirozeným početím, starat.

#### Úmrtnost mláďat
Zpočátku, v období mezi 60. a 80. léty 20. století, mělo mládě jen 40% naději, že se dožije dospělosti (tj. 60% úmrtnost). Později už byla čísla mnohem příznivější. První rok v lidské péči přežije až 74 % samců a 80 % samic, podle jiných zdrojů přežije své první dva týdny života až 83 % mláďat.

#### Pokusy o vypuštění do přírody
Ošetřovatelé v čínských zoologických zahradách či chovných centrech, kteří počítají s případnou reintrodukcí pand do divočiny, při krmení nebo jiných nutných úkonech chodí do jejich výběhu oblečeni v kostýmu pandy, někdy též potřísněném pandí močí nebo trusem, aby si mláďata nezvykla na člověka a připadalo jim vše přirozené.
V roce 2006 byla do volné přírody poprvé vypuštěna panda velká narozená v lidské péči, a přestože byla na život v divočině připravována tři roky, v roce 2007 uhynula. V roce 2012 byla pokusně vypuštěna další panda, které se dařilo o poznání lépe. Když byla o pět let později vystopována a vyšetřena, těšila se dobrému zdraví.

### Pandy velké v institucích
Ve 30. letech 20. století žilo v zajetí pouze osm pand velkých. Brookfieldská zoo v Chicagu byla první, která pandy velké v zajetí chovala. Chovný program pand velkých v jejich domovině, v Číně, začal v roce 1953, ale zpočátku postupoval pomalu a nebyl příliš úspěšný. K roku 2009 bylo v chovných zařízeních v Číně přítomno 200 nebo 300 pand, k roku 2011 okolo 330 pand a v roce 2017 už více než 420 jedinců, což je úroveň považovaná za geneticky bezpečnou před příbuzenskou plemenitbou. Celosvětová populace pand velkých chovaných v zajetí dosáhla v roce 2019/2020 počtu 600 jedinců. Největší populace pand chovaných v zajetí se nachází ve výzkumné stanici v Čcheng-tu, kde ke konci roku 2020 žilo na 215 medvědů.
První panda velká odchovaná v zajetí se narodila v pekingské zoo v roce 1963. První úspěšný odchov pandy mimo Čínu se podařil v roce 1980 v mexické Zoo Chapultepec, mládě však po osmi dnech uhynulo. Během 25 let, mezi lety 1963 a 1989, se v zajetí narodilo 119 pand, z nichž asi jedna ze tří přežila (tj. cca 40 pand). V následujícím desetiletí se jich narodilo 109 a 66 jich přežilo.
V Evropě byla panda velká na začátku 21. století chována pouze v německé Zoo Berlín.

#### Současnost

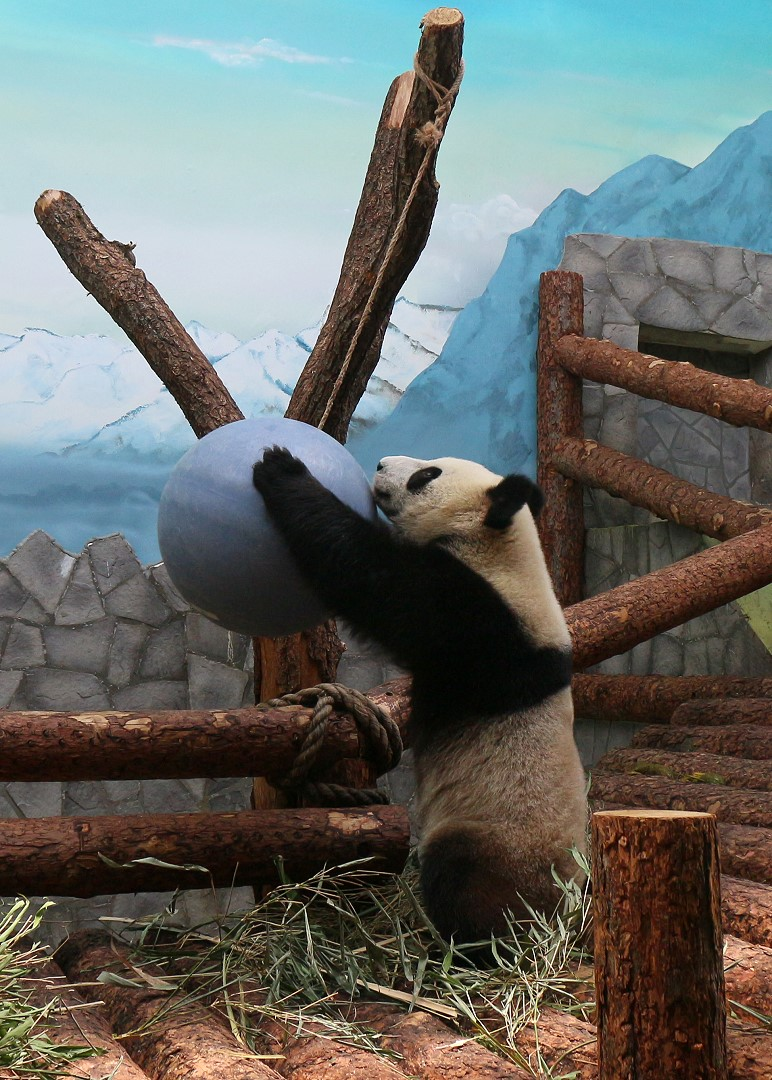
Enrichment pandy velké v moskevské zoo

K roku 2019 je chována v 26 nebo 27 světových zoo v 22 zemích: Austrálie, Belgie, Čína, Dánsko, Finsko, Francie, Indonésie, Japonsko, Jižní Korea, Kanada, Malajsie, Mexiko, Německo, Nizozemsko, Rakousko, Rusko, Singapur, Spojené království, Spojené státy, Španělsko, Thajsko a Tchaj-wan. V rámci Evropské asociace zoologických zahrad a akvárií (EAZA) je k roku 2022 chována ve 12 státech (Belgie, Dánsko, Finsko, Francie, Německo, Nizozemsko, Rakousko, Rusko, Singapur, Spojené království, Španělsko, Tchaj-wan).
V Česku ji nechová žádná zoo (k roku 2022), ačkoli Zoo Praha o pandy usiluje. Lze ji však nalézt v sousedních zemích, a sice v německé Zoo Berlín a v nejstarší zoologické zahradě na světě, v rakouské Zoo Schönbrunn ve Vídni.
Pravděpodobně v důsledku válečného konfliktu na Ukrajině a napjatých vztahů mezi Čínou a Západem se mnoho pand umístěných v USA, Evropě nebo Japonsku nejspíš vrátí zpět do Číny.
Pandu chovají tyto chovné instituce (seznam nemusí být aktuální):
Evropa
- Zoo København, Kodaň, Dánsko
- Tiergarten Schönbrunn, Vídeň, Rakousko
- Pairi Daiza, Brugelette, Belgie
- ZooParc de Beauval, Saint-Aignan, Francie
- Zoo Berlin, Berlín, Německo
- Ouwehands Dierenpark, Rhenen, Nizozemsko
- Zoo Aquarium de Madrid, Madrid, Španělsko
- Edinburgh Zoo, Edinburgh, Spojené království
- Ähtäri Zoo, Ähtäri, Finsko

Asie
- Beijing Zoo, Peking, Čína
- Ocean Park Hong Kong, Hongkong
- Tokio Zoo, Tokio, Japonsko
- Taman Safari Zoo, Bogor, Indonésie
- Singapore Zoo – River Safari, Singapur
- Chiang Mai Zoo, Čiang Mai, Thajsko
- Zoo Negara, Kuala Lumpur, Malajsie
- Taipei Zoo, Tchaj-pej, Tchaj-wan

Austrálie
- Zoo Adelaide, Adelaide, Austrálie

Severní Amerika
- Zoo Atlanta, Atlanta, USA
- Smithosonian National Zoo, Washington D.C., USA
- Chapultepec Zoo, Mexico City, Mexiko

### Povaha medvěda a útoky na člověka
Ačkoli vypadají roztomile a jsou to prakticky býložravci, mohou být pandy pro člověka nebezpečné a vážně ho zranit, neboť mají podobně jako jiní velcí medvědi silné čelisti a v nich účinné špičáky. Pandy velké mají jeden z nejsilnějších skusů mezi suchozemskými savci, podobný hrochům, ledním medvědům, tygrům, medvědům hnědým nebo lvům. Jejich fyzická síla by se rovněž neměla podceňovat. Pandy jsou také velmi mrštné a disponují skvělými šplhacími a plaveckými schopnostmi, takže nejsou tak nemotorné a líné, jak se někteří lidé domnívají. Obecně jsou pandy považovány za samotářská a klidná zvířata, která se různým konfrontacím raději vyhýbají. Pokud se však cítí být ohroženy a nemohou před nebezpečím z nějakého důvodu uniknout, budou se přirozeně bránit. Když tedy panda velká zaútočí na člověka, stane se tak spíše z pocitu podráždění nebo ohrožení než z agrese. Nebezpečná, podobně jako u jiných medvědů, může být samice s mláďaty, která se pro změnu může chovat i agresivně, aby tak ochránila své potomky. Samci pand se mohou chovat agresivně v období páření, když soupeří o samice a snaží se dokázat svou dominanci. Avšak ve srovnání s ostatními druhy medvědů patří panda velká k těm nejmírnějším. Dosud nebyl zaznamenán případ pandy, která by záměrně ulovila nebo pozřela člověka. Za nejagresivnější a člověku nejnebezpečnější druh je považován medvěd lední, který je nejvíce přizpůsobený masité stravě a člověka může považovat za kořist, následován je medvědem grizzlym.
K několika incidentům, nejméně čtyřem, došlo v pekingské zoo v letech 2006 až 2009. Např. v roce 2006 byl vážně poraněn 28letý opilý turista poté, co vnikl do pandího areálu a chtěl si medvěda pohladit. V roce 2007 samec pandy velké ošklivě pokousal 15letého chlapce, když mladík přelezl bezpečností bariéru, a ocitl se tak v jeho výběhu. Další incident se udál v jedné z pandích rezervaci, když se medvěd zatoulal a napadl vesničana, který pak správu parku zažaloval a vysoudil odškodné ve výši 520 000 čínských jüanů (v přepočtu 83 000 amerických dolarů). Znám je i jeden případ z Evropy: v roce 2021 v belgické zoo Pairi Daiza panda velká napadla jednoho z ošetřovatelů, kterého vážně pokousala na ruce a noze. Žádných z těchto incidentů neskončil smrtí. Doposud nebyl zdokumentován případ, kdy by panda zabila člověka (ať už v zoo, nebo v divočině).